# III powstanie śląskie

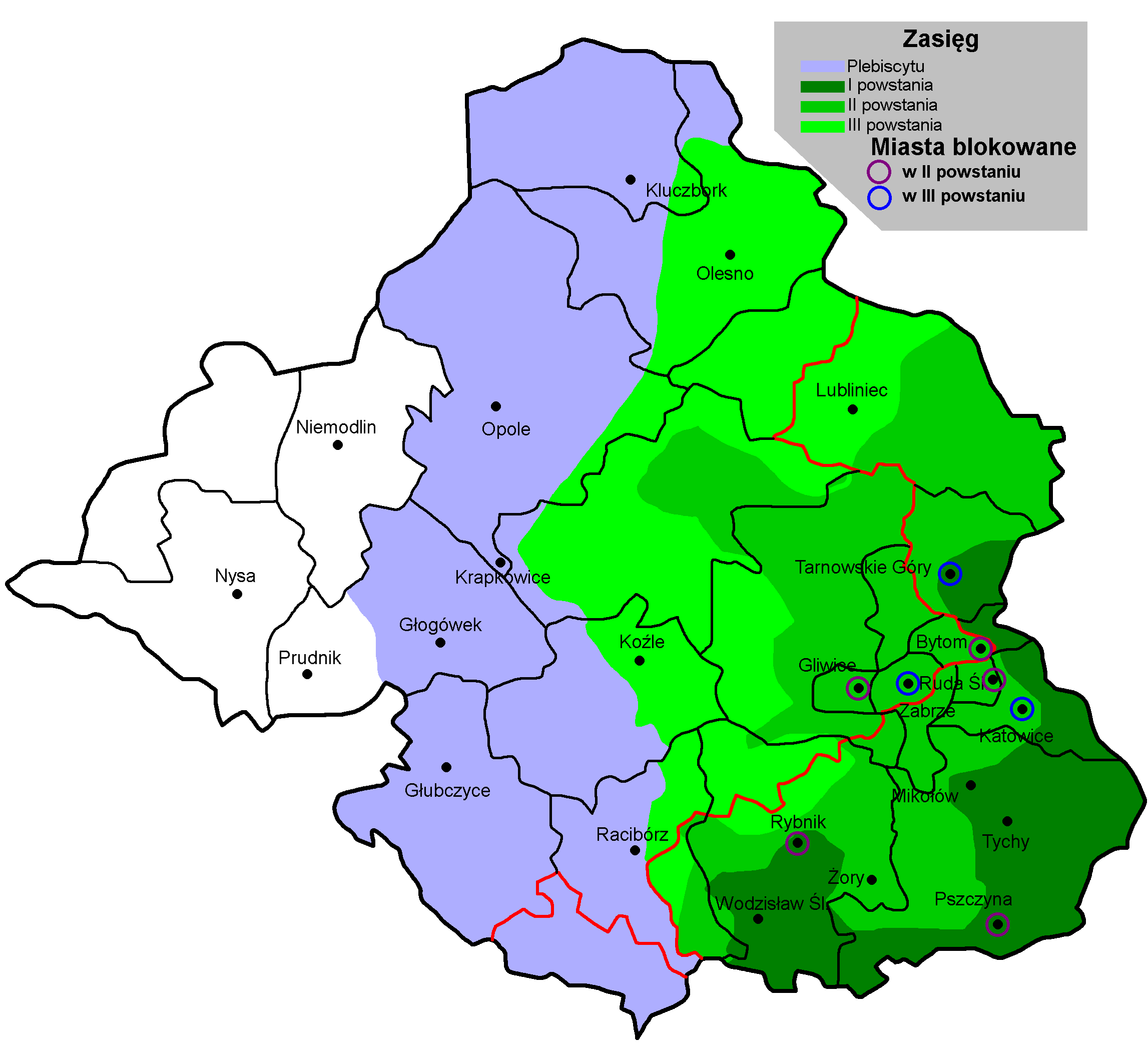
Zasięg powstań śląskich

III powstanie śląskie – wystąpienie zbrojne trwające od 2/3 maja do 5 lipca 1921 r., mające na celu przyłączenie Górnego Śląska do Polski. Ostatnie z trzech powstań śląskich.
Powstanie to było jedną z pięciu polskich insurekcji zakończonych sukcesem. Wraz z dwoma powstaniami wielkopolskimi: z 1806 r. i z lat 1918–1919, powstaniem sejneńskim z 1919 r. oraz II powstaniem śląskim z 1920 r. jest zaliczane do zwycięskich powstań narodowych w historii Polski. W trakcie III powstania śląskiego doszło do dwóch dużych bitew w rejonie Góry św. Anny i pod Olzą.

## Przyczyny

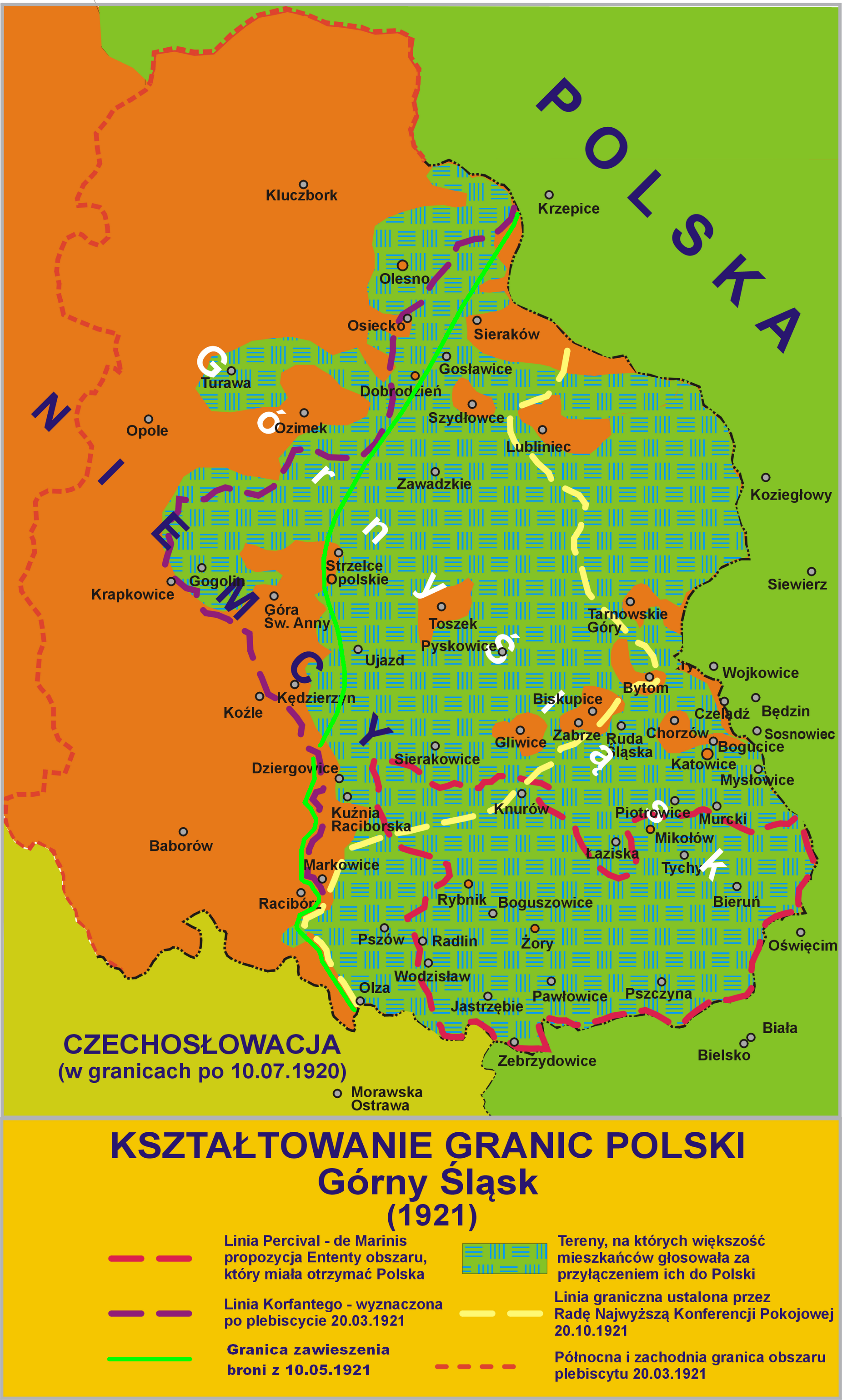
Obszar plebiscytowy z przybliżonym rozkładem głosów (nie zaznaczono m.in. miast, gdzie padły głosy na Niemcy) oraz projekty linii granicznej

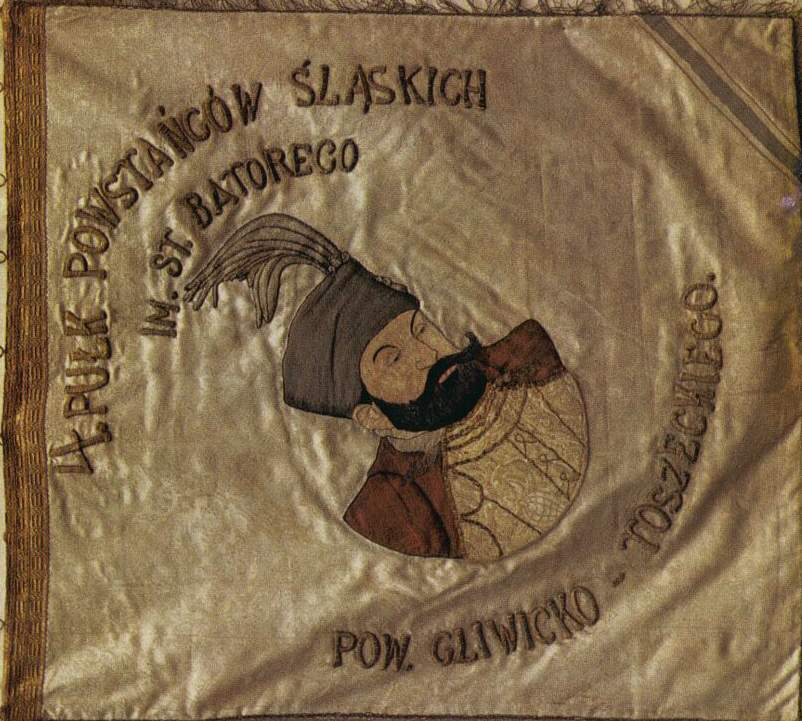
Sztandar 4 Pułku Powstańców Śląskich im. Stefana Batorego

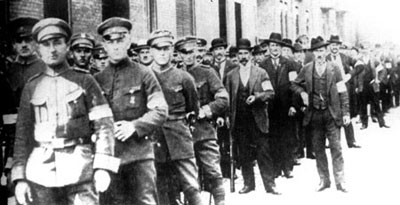
Powstańcy z Katowic przed wyjściem na front

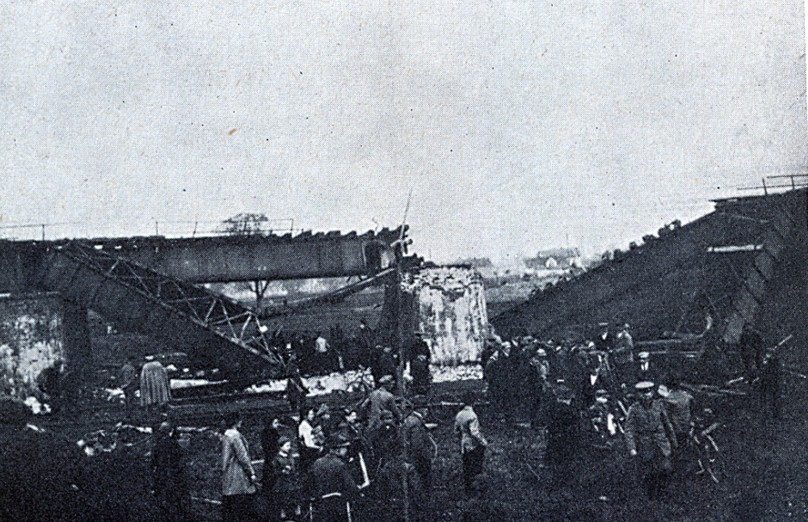
Most na Odrze w Szczepanowicach wysadzony w ramach akcji „Mosty” przez Grupę Wawelberga przy udziale Wiktora Wiechaczka.

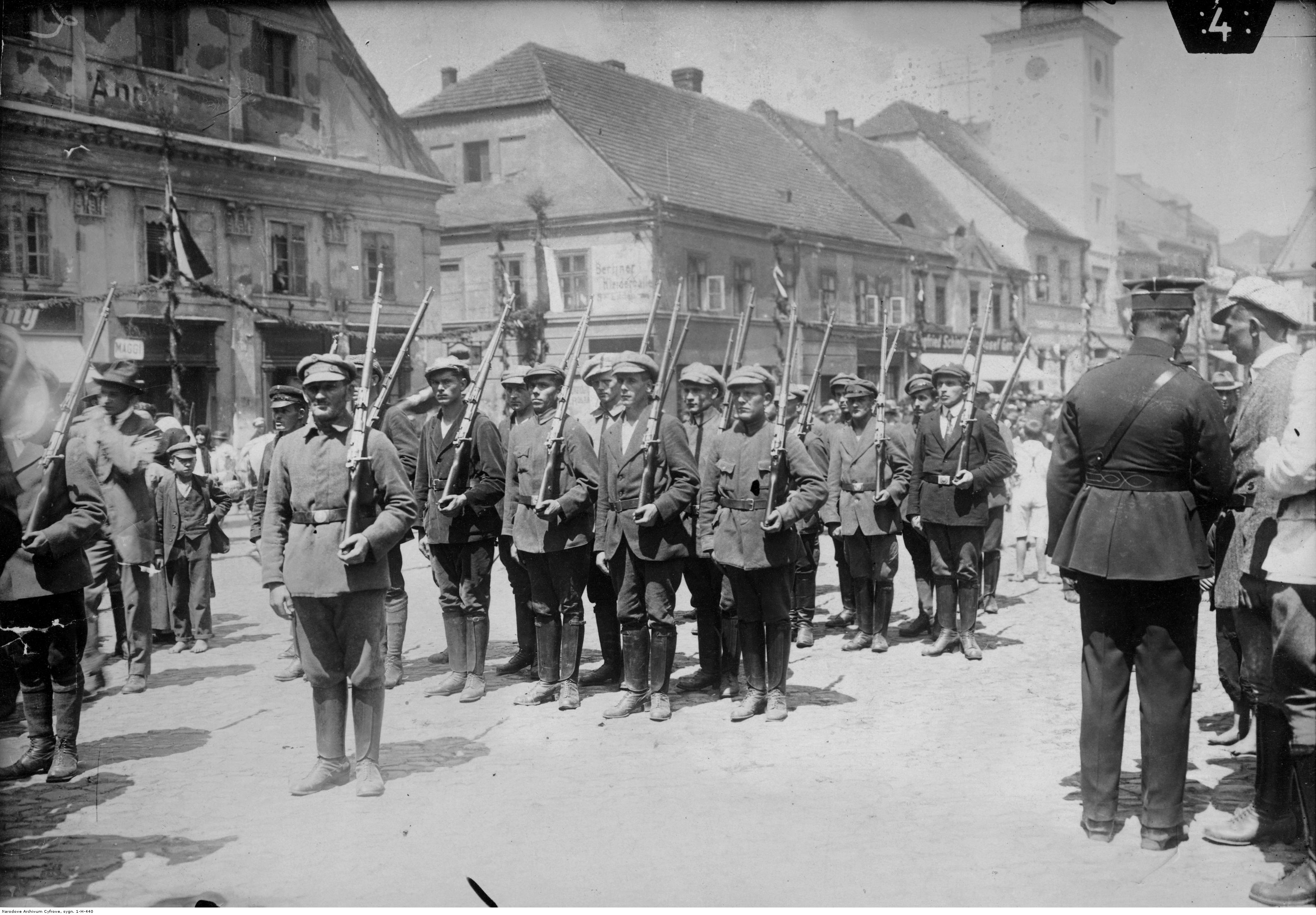
Powstańczy oddział w Rybniku

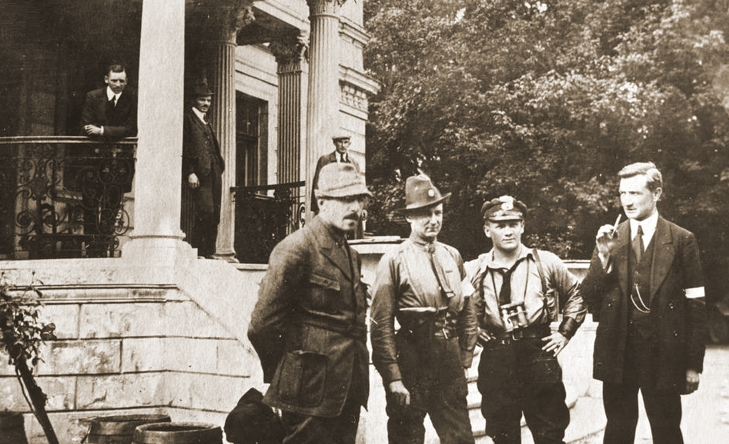
Grupa oficerów polskich podczas III powstania śląskiego przed pałacem w Slawentzitz (Sławięcice). Na pierwszym planie stoją od prawej: kapitan Leon Bulowski, kapitan Robert Oszek (2. z prawej), kapitan Jan Chodźko, porucznik Jan Kowalewski

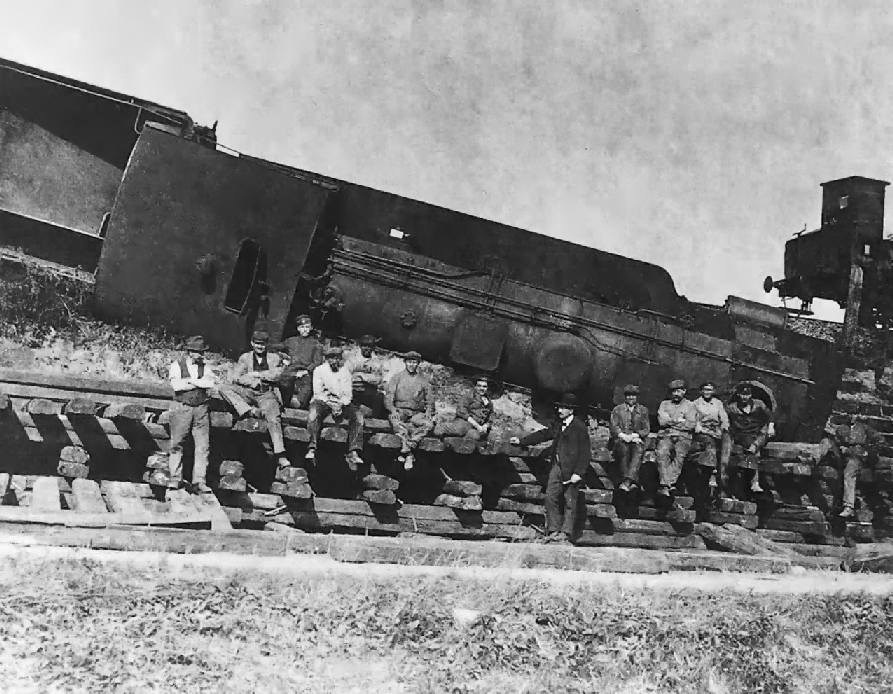
Pociąg wykolejony przez powstańców pod Kędzierzynem

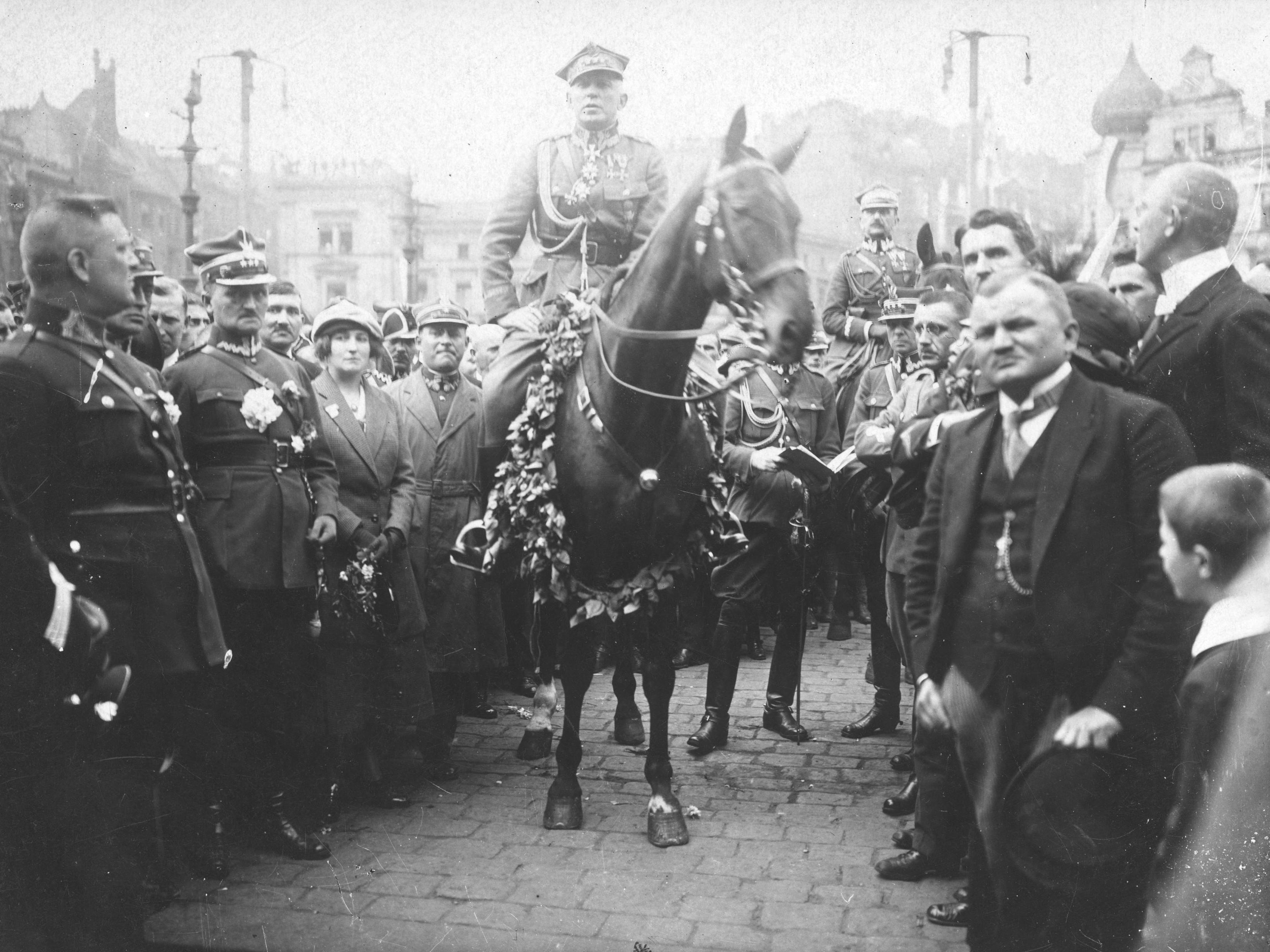
Wojsko polskie na czele z gen. Szeptyckim wkracza do Katowic – 22 czerwca 1922

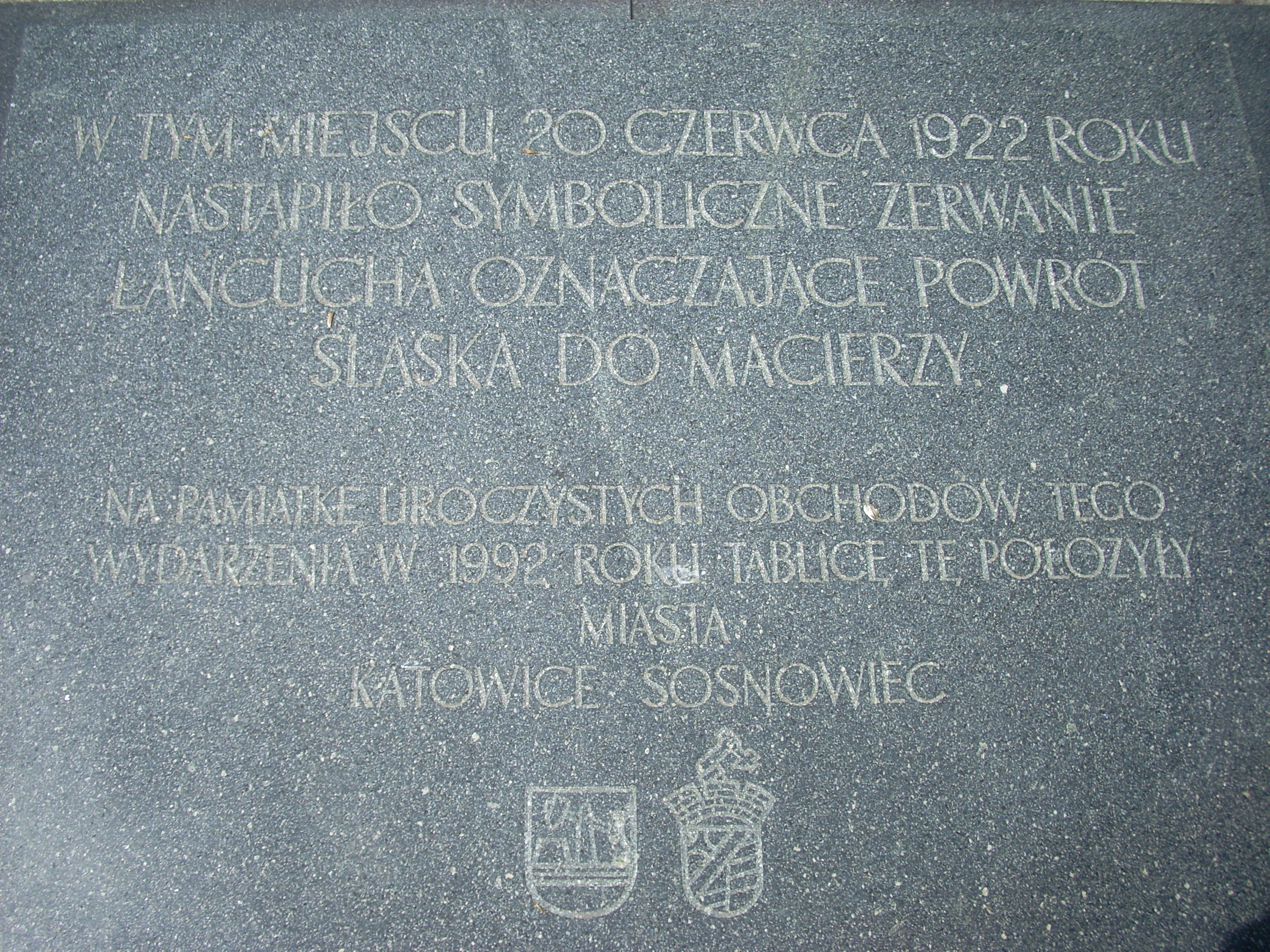
Tablica upamiętniająca powrót Śląska do Polski

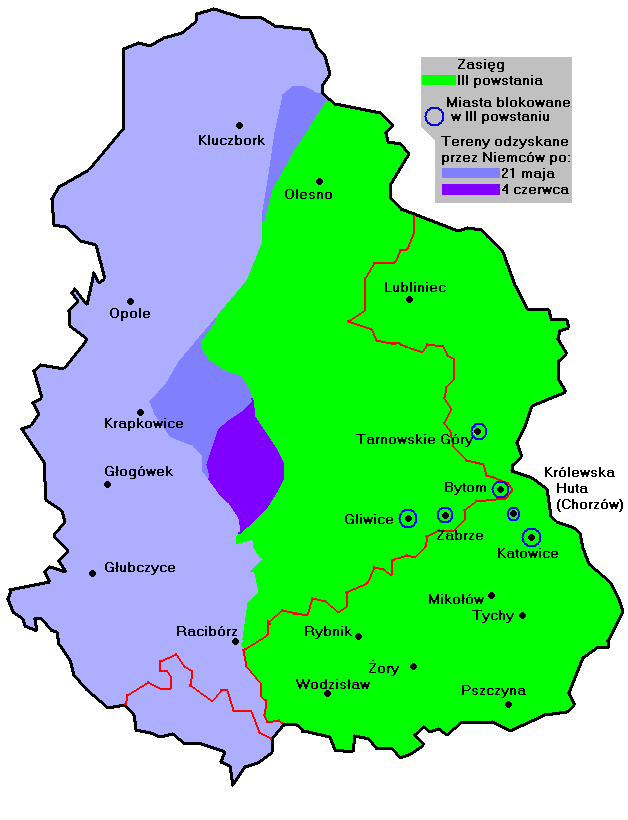
Zasięg III powstania śląskiego i tereny opanowane przez Niemców na skutek ich kontrofensywy

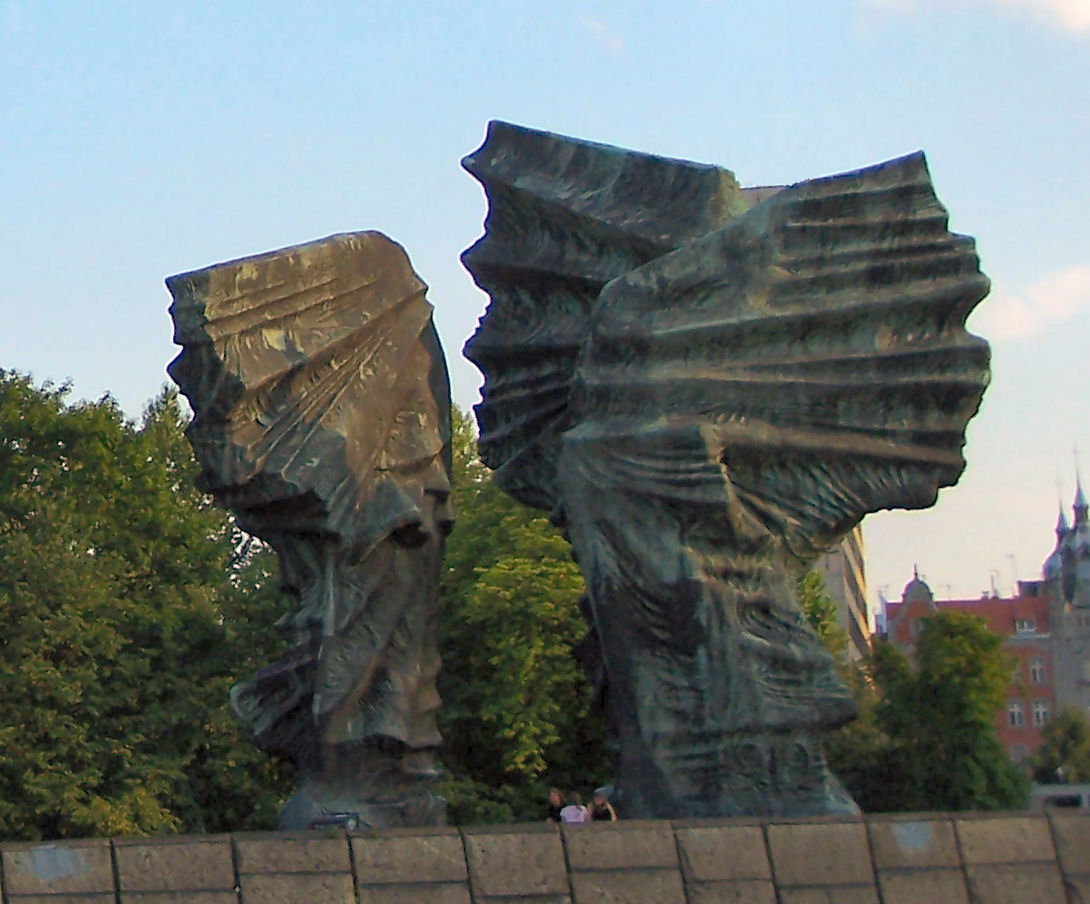
Pomnik Powstańców Śląskich w Katowicach.
Największy i najcięższy pomnik w Polsce, postawiony w 1967

Powstanie, jako opcję na wypadek zwycięstwa zwolenników pozostawienia Górnego Śląska w granicach Niemiec, planowano już na długo przed plebiscytem. Podobne zresztą działania planowali Niemcy na wypadek niekorzystnego dla siebie wyniku głosowania. Już w trakcie wstępnych prac nad traktatem wersalskim (1919) teren ten stał się przedmiotem targów, jako jeden z najcenniejszych obszarów przemysłowych Europy. Niemcy przedstawiali sprawę w aspekcie swoich zdolności płatniczych i możliwości wywiązania się z nałożonych na nich reparacji wojennych. Powstanie wybuchło, żeby doprowadzić do przyłączenia Górnego Śląska do Polski, w związku ze złamaniem ustaleń plebiscytowych dotyczących obliczania wyników. Duże znaczenie dla wyników plebiscytu miały też głosy emigrantów z Górnego Śląska, czyli osób urodzonych na obszarze plebiscytowym, które opuściły go przed rokiem 1904. W chwili głosowania było ich 191 308. Regulację tę jednak wprowadzono na wniosek prof. Eugeniusza Romera, głównego eksperta do spraw geograficznych przy Delegacji Polskiej na konferencji pokojowej w Paryżu, liczącego na to, że ludzie ci wzmocnią głosy polskie. W rzeczywistości zdecydowana większość emigrantów (ponad 90%) głosowała za Niemcami, zaś ich wybór zasadniczo wpłynął na wyniki w powiatach lublinieckim i zabrskim.
Plebiscyt odbywał się w atmosferze terroru stosowanego przez obie strony, w tym pamięci o wcześniejszych mordach politycznych, dokonanych przez nacjonalistyczne bojówki niemieckie (śmierć Piotra Niedurnego i dr. Andrzeja Mielęckiego) oraz polskie (śmierć Teofila Kupki i Pawła Szymury). Na Górnym Śląsku w tym czasie działało wiele polskich ośrodków konspiracji wojskowej. Najważniejszą rolę spośród nich odegrały Centrala Wychowania Fizycznego (CWF) i Dowództwo Obrony Plebiscytu (DOP). Centrala Wychowania Fizycznego była kontynuacją oficjalnie rozwiązanej Polskiej Organizacji Wojskowej Górnego Śląska. Była głównym ośrodkiem organizacyjnym przyszłej armii powstańczej. Organizacja ta dysponowała ściśle zakonspirowaną siecią inspektorów i dowódców w terenie. W styczniu 1921 roku została rozwiązana, ale jej agendy zostały przekazane do dyspozycji I oddziału DOP. Zadaniem tej organizacji było tworzenie zakonspirowanego wojska, które w ciągu kilku miesięcy osiągnęło liczbę 40 tysięcy przyszłych powstańców. Zadbano też o ścisłą współpracę z dowódcami sąsiadujących z Górnym Śląskiem polskich wojskowych okręgów generalnych: gen. Kazimierzem Raszewskim w Poznaniu i gen. Stanisławem Szeptyckim w Krakowie.
W plebiscycie wzięło udział 1 190 637 osób, z czego za Niemcami głosowało 707 393 osób (59,4%), a za Polską 479 365 (40,3%). Z 1510 gmin w 834 mieszkańcy opowiedzieli się za przyłączeniem do Niemiec (55,3%), a w 674 do Polski (44,7%). Niemcy zwyciężyli we wszystkich powiatach grodzkich (Bytom, Gliwice, Katowice, Królewska Huta, Opole, Racibórz) oraz w powiatach ziemskich: głubczyckim, kozielskim, kluczborskim, lublinieckim, oleskim, opolskim, prudnickim, raciborskim i zabrskim, natomiast Polacy w powiatach ziemskich: bytomskim, katowickim, pszczyńskim, rybnickim, tarnogórskim, toszeckim i strzeleckim.
Po niekorzystnych dla Polski wynikach plebiscytu oraz propozycjach podziału Górnego Śląska przedstawionych przez Międzynarodową Komisję Rządowo-Plebiscytową, polskie Dowództwo Obrony Plebiscytu przystąpiono do przygotowań powstańczych. W kwietniu 1921 roku opracowano plan wystąpienia zbrojnego, który został zatwierdzony przez Wojciecha Korfantego. Jednocześnie wśród ludności polskiej wzrastało wrzenie spowodowane perspektywą powrotu panowania niemieckiego i towarzyszącego mu odwetu na ludności polskiej. Po przegranym plebiscycie i wobec docierających do Ślązaków informacji o planach niekorzystnego dla Polski podziału Górnego Śląska stało się jasne, że jedynym sposobem obrony przed uciskiem narodowym jest walka zbrojna. Polskie władze wojskowe również przygotowywały się do zbrojnego konfliktu uzupełniając zapasy broni i amunicji nad granicą śląską. Przygotowywano środki transportu, służbę łączności i szpitale. Działania te jednak prowadzone były na ewentualność zaatakowania Górnego Śląska przez Niemców, ponieważ wiadomo było, że takie przygotowania mają miejsce (odkryto niemieckie magazyny z bronią) oraz że na Górny Śląsk są kierowane zdemobilizowane oddziały wojsk niemieckich. Po drugim powstaniu i zlikwidowaniu „Sicherheitspolizei”, Niemcy przystąpili do utworzenia nowej siły wojskowej. Była to tajna, ukryta pod płaszczykiem różnych organizacji społecznych i kulturalnych a ściśle związana z ogólnoniemiecką organizacją Organisation Escherich (tzw. „Orgeschem”) – Oberschlesischer Selbstschutz (Samoobrona Górnośląska). Jej liczebność w chwili wybuchu powstania obliczano na kilkuset oficerów i około 20 000 żołnierzy. Z grona tej organizacji, z najbardziej doświadczonych żołnierzy, były tworzone oddziały specjalne zwane „Stostrupen”. Organizacja dysponowała znacznymi środkami finansowymi i technicznymi. Nagły wybuch powstania zaskoczył Selbstschutz do tego stopnia, że praktycznie nigdzie nie zdołał stawić skutecznego oporu a magazyny jego zostały przejęte przez powstańców. Rząd polski nie przewidywał rozpoczęcia konfliktu i tuż przed wybuchem premier Wincenty Witos zakazał Korfantemu podejmowania akcji zbrojnej. W walce z Polakami, jeszcze przed powstaniem, Niemcy wykorzystali czynnik ekonomiczny. Wielu właścicieli fabryk zwalniało propolsko nastawionych robotników zastępując ich Niemcami. Grozili też unieruchomieniem zakładów przemysłowych w razie przyznania Polsce Górnego Śląska.
Pisma śląskie 30 kwietnia zamieściły wiadomość o wysłaniu przez Komisję Międzysojuszniczą do Rady Najwyższej dwóch różnych propozycji podziału Górnego Śląska:
- francuska, tzw. linia Le Ronda, praktycznie pokrywająca się z tzw. linią Korfantego (Polsce miały przypaść wszystkie wschodnie powiaty Górnego Śląska razem z całym okręgiem przemysłowym).
- angielsko-włoska, tzw. linia Percival–De Marinis (Polska miała otrzymać jedynie południowo-wschodnie obszary powiatów rolniczych i skrawki powiatu katowickiego, zaś powiaty północno-wschodnie i cały obszar przemysłowy miały przypaść Niemcom).

Informacja ta spowodowała rozgoryczenie i wzburzenie ludności polskiej oraz obawy związane z ostateczną decyzją Rady Najwyższej. Na znak protestu 2 maja rozpoczął się strajk generalny w kopalniach i hutach. III powstanie śląskie wybuchło w nocy z 2 na 3 maja 1921. Głównym jego organizatorem była Polska Organizacja Wojskowa Górnego Śląska. Decyzję o jego rozpoczęciu podjęto pomimo sprzeciwu rządu polskiego, na czele którego stał Wincenty Witos.

## Przebieg
Powstanie wybuchło, gdy Komisja Międzysojusznicza przedstawiła projekt przyznania Niemcom prawie trzech czwartych obszaru plebiscytowego. 3 maja o godz. 2.00 w nocy wszystkie siły powstańcze rozpoczęły akcję bojową. Niemal jednocześnie z rozpoczęciem działań w nocy z 2 na 3 maja specjalny oddział powstańczy pod dowództwem por. Tadeusza Puszczyńskiego-Wawelberga (grupa Wawelberg) w ramach akcji „Mosty” wysadził w powietrze mosty kolejowe na Odrze. W ten sposób przerwano połączenia kolejowe z resztą Niemiec.
Cztery fazy powstania:
- Pierwsza (3–10 maja) – powstańcy polscy opanowali tereny zakreślone „linią Korfantego”;
- Druga (11–20 maja) – umocnili się na zdobytych rubieżach, broniąc łańcucha opanowanych miejscowości;
- Trzecia (21 maja – 6 czerwca) – gwałtowne walki podczas kontrakcji niemieckiej. Wtedy to rozegrała się bitwa o Górę Świętej Anny, którą powstańcy polscy utracili oraz Kędzierzyn, ale nie dopuścili do przerwania linii frontu i do wtargnięcia Niemców w głąb okręgu przemysłowego, oraz walki na południowym odcinku frontu bitwa pod Olzą;
- Czwarta (7–24 czerwca) – ustanie walk i rozpoczęcie pertraktacji rozejmowych, przy pośrednictwie aliantów. Polacy i Niemcy stopniowo wyprowadzali swoje oddziały z terenu plebiscytowego[6].

W Szopienicach powstała powstańcza Rada Naczelna (Wydział Wykonawczy Naczelnej Władzy), z Naczelną Komendą Wojsk Powstańczych. Na czele powstania stanął, jako dyktator powstania Wojciech Korfanty, były polski komisarz plebiscytowy. Do kierowniczego grona działaczy rad ludowych w Szopienicach należeli Józef Rymer, Konstanty Wolny i Paweł Kempka.
Naczelnym dowódcą został podpułkownik kawalerii Wojska Polskiego Maciej Mielżyński, a następnie od 6 czerwca ppłk Kazimierz Zenkteller. Wielu wyższych oficerów sił powstańczych miało stopnie oficerskie w Wojsku Polskim. Większość oficerów pochodziła spoza Górnego Śląska, głównie z Poznańskiego, Galicji i Zagłębia Dąbrowskiego. W powstaniu po stronie polskiej brało udział pomiędzy 30 a 40 tysięcy miejscowych Górnoślązaków, w tym część kadry dowódczej, około 700 oficerów, 1300 podoficerów i 7000 szeregowych żołnierzy Wojska Polskiego, a także kilka tysięcy ochotników z głębi Polski, głównie z dużych miast – Poznania, Bydgoszczy, Warszawy, Łodzi, Częstochowy, Sosnowca, Krakowa i Lwowa.
Według Encyklopedii Powstań Śląskich, wydanej w 1982 r., liczebność wojsk powstańczych sięgnęła 65 tysięcy ludzi, zaś po stronie polskiej liczba ochotników spoza Górnego Śląska miała nie przekraczać 10% ogółu powstańców. Polskie Dowództwo Obrony Plebiscytu rozbudowywało siły zbrojne, które w przededniu wybuchu powstania liczyły około 40 tys. osób. W przeddzień powstania ppłk Mielżyński przesłał gen. Sikorskiemu meldunek, w którym określił liczebność podległych mu sił na 40 470 ludzi. W kolejnych dniach liczba powstańców (wskutek napływu ochotników) wzrosła o ok. 25 tysięcy ludzi. W świetle sprawozdania szefa intendentury NKP, które zawiera zestawienie ilości wydanych powstańcom porcji żywności, średni stan wojsk powstańczych w maju 1921 roku to 63 tys. ludzi, a w czerwcu 1921 roku – 62 tys. ludzi. W tej liczbie znajdowało się także 10 000 ochotników i regularnych żołnierzy rekrutujących się z terenów Polski centralnej. W latach 1936–1939 Związek Powstańców Śląskich zweryfikował ponad 24 tysiące powstańców, którym przyznano przywileje kombatanckie na podstawie zaświadczeń wydanych przez ZPŚl. Spis nie objął członków konkurencyjnych wobec ZPŚl organizacji kombatanckich, jak i powstańców mieszkających w Bytomiu, Zabrzu, Gliwicach, Kędzierzynie, Strzelcach Opolskich i innych miejscowościach, które w tym czasie należały do III Rzeszy. Strona Urzędu Marszałkowskiego Województwa Śląskiego podaje, że w trakcie powstania siły te początkowo wynosiły ok. 30 tys. żołnierzy, by wzrosnąć po mobilizacji nowych oddziałów do około 46 tys. pod koniec powstania.
W pierwszych dniach oddziały powstańcze występowały jako „terytorialne”, zgodnie z ośrodkami ich mobilizowania. Po utworzeniu frontu zaczęto je organizować w związki wojskowe: bataliony, pułki, a w jednym przypadku w dywizję. Operacyjnie całość sił została podzielona na trzy grupy: południową, wschodnią (środkową) i północną. Równie ważny jak wysiłek czysto wojskowy, był wysiłek zaplecza to jest materialnego zaopatrzenia wojska i podtrzymania, również ze względów politycznych, normalnej pracy przemysłu.
Niemieckim odpowiednikiem POW była Kampforganisation Oberschlesien, znana jako Selbstschutz, dla której rolę ośrodka dyspozycyjnego pełniło dowództwo III Okręgu Wojskowego (Wehrkreiskommando III), które mieściło się w Berlinie, przy Reichswehrkommando. Dowódcą jego był generał porucznik Hermann Rumschöttel (generał). Jemu to podlegał odpowiedzialny za koordynowanie działań struktur konspiracyjnych na Górnym Śląsku „Odcinek Śląsk” (Abschnitt Schlesien) z siedzibą we Wrocławiu. Jego dowódcą był generał porucznik Arnold Lequis, szefem sztabu – major Curt Ludwig von Gienanth, zaś pierwszym oficerem sztabu – major Preisner. Dowództwu „Odcinka Śląsk” podlegało bezpośrednio dowództwo „C. F.” (formacje cywilne), z miejscem postoju w Głogówku. Sprawami finansowo – politycznymi kierował dr Spieker, zaś sprawami wojskowymi mjr Beckmann, a po jego odwołaniu ppłk Schwarzkoppen. Cały teren Górnego Śląska podzieliło na trzy okręgi, które wraz z wybuchem walk przekształcono w zgrupowania operacyjne:
– „Północ” („Nord”), z miejscem postoju w Kluczborku, dowódca: podpułkownik von Winkelheim,
– „Środek” („Mitte”), z miejscem postoju w Gliwicach, dowódca: kapitan von Winkler.
– „Południe” („Süd”), z miejscem postoju w Rybniku, dowódca podpułkownik von Reibnitz.
W przeddzień wybuchu powstania siły te miały liczyć 35 tys. ludzi.
W maju i czerwcu do walki z powstańcami włączyli się ochotniczo studenci Uniwersytetu Wrocławskiego i Wyższej Szkoły Technicznej we Wrocławiu (obecnie Politechnika Wrocławska), należący do elitarnych (tylko 3% studiujących miało pochodzenie robotnicze lub chłopskie) korporacji studenckich, m.in. Corps Silesia i Corps Borussia. Zostali oni sformowani w batalion Gutentag (Dobrodzień), działający początkowo w rejonie Namysłowa, i batalion Gogolin, uczestniczący w walkach na Górze św. Anny, weszli także w skład korpusów Rossbach i Oberland. Do 21 maja siłami niemieckimi dowodził płk von Schwarzkoppen. Po nim dowództwo przejął gen. Karl Hoefer z Pszczyny. Wkrótce potem przeprowadził on reorganizację sił niemieckich tworząc dwie grupy, „Południe” i „Północ”. Dowodzili nimi odpowiednio: gen. Bernhard von Hülsen z Koźla i ppłk Grützner. Liczebność sił niemieckich wyniosła łącznie ponad 30 tysięcy osób, w większości pochodzenia słowiańskiego („zniemczony żywioł polski” według raportu majora B. Sikorskiego), z tego 5782 ochotników spoza obszaru plebiscytowego (stan z 1 sierpnia 1921 r.).
W początkowym okresie powstania, Polacy dość szybko przez zaskoczenie zajęli rozległe tereny wiejskie na terenach południowo-wschodnich Górnego Śląska. Akcje bojowe poprzedziły działania dywersyjne.

### Akcja „Mosty”
W nocy z 2 maja ok. godz. 23.00 Polacy rozpoczęli działania dywersyjne pod kryptonimem Mosty, których dokonały specjalne oddziały tzw. wawelberczyków (od pseudonimu dowódcy, którym był kpt. Tadeusz Puszczyński ps. „Wawelberg”). Jako pierwszy wysadzono most w Szczepanowicach (dziś dzielnica Opola). Później zniszczono między innymi: most kolejowy nad rzeczką Stradunią koło Biedrzychowic, most kolejowy nad rzeką Osłobogą koło Racławic Śląskich, most kolejowy w pobliżu Białej, most pod Kędzierzynem, mosty w rejonie Opola, most nad Małą Panwią koło Czarnowąsów, wiadukt kolejowy koło Siołkowic, most nad Odrą koło Krapkowic. W wielu miejscach uszkodzono tory kolejowe oraz przerwano na wiele dni połączenia telekomunikacyjne.
Nieco później zniszczono mosty i wiadukty kolejowe pod Koźlem, Raciborzem, w rejonie Groszowic i Górażdż.

### Blokada miast – cernowanie
Po tej blokadzie transportu zbrojne oddziały polskich wojsk powstańczych stosowały cernowanie (fr. cerner: osaczyć), czyli ścisłą blokadę miast. W pierwszych dniach objęło to Katowice (50 tys. mieszkańców), Gliwice (80 tys.), Zabrze (60 tys.), Bytom (70 tys.), Królewska Huta (70 tys.) i Tarnowskie Góry (14 tys.) oraz Rybnik, łącznie ze szpitalem dla umysłowo chorych. Powodowało to masowy głód i choroby, uderzając bezpośrednio w Ślązaków.

### Walki w okręgu przemysłowym
W okręgu przemysłowym w dniu 3 maja, krótkotrwałe walki rozwinęły się w takich miejscowościach jak Świętochłowice, Chorzów, Wirek, Rozbark, Szarlej, Miechowice, Biskupice, Ruda Śląska, Łabędy, Ligota Zabrska, Sośnicowice. Z dużych miast powstańcy najwcześniej opanowali Bytom, którego niemiecki garnizon zaatakowano w nocy z 2/3 maja z terenu Miechowic oraz z Rozbarku i Łagiewnik. W tym samym czasie Królewską Hutę opanowały powstańcze bataliony Lortza i Majętnego, które następnie przekazały miasto oddziałom francuskim. Oddziały ppor. Gajdzika opanowały Chorzów i toczyły walki w Świętochłowicach. Lipiny i Hajduki Wielkie opanowano bez walki. Niedługo po 3.00 w nocy 3 maja opanowano Katowice, które zostały po krótkiej walce zajęte przez 8 batalionów nacierających z dzielnic Dąb, Bogucice, Załęże, Ligota, Brynów.
Większe walki toczyły się w pobliżu Zabrza, gdzie prowadziły działania zbrojne oddziały kpt. Cymsa i Szendzielorza. Mikulczyce opanowano w nocy, a nad ranem po krótkich starciach zajęto Sośnicę, Makoszowy, Kończyce i Bielszowice. Bez walki opanowano Zaborze, a większe starcia miały miejsce w Biskupicach, które powstańcy opanowali po skoncentrowaniu miejscowych sił z Biskupic i posiłków z Zaborza. W samym Zabrzu walki miały miejsce w wielu izolowanych punktach, przede wszystkim w centrum, a opór niemieckiego APO udało się powstańcom złamać dopiero wieczorem 3 maja. Miasto w całości zajęto w dniu następnym, gdy przegrupowywano oddziały katowickie w kierunku Gliwic.
W Rudzie Śląskiej oddziały niemieckie używały do obrony moździerzy i karabinów maszynowych, dlatego wobec szczupłości atakujących tam sił powstańczych udało się ją opanować dopiero po ściągnięciu posiłków.
W rejonie Gliwic, batalion ppor Sojki zdobył ważny węzeł kolejowy w Łabędach, gdzie wziął także do niewoli 100 Niemców, oraz zajął Szobiszowice. Atakując z kierunku Żernicy, powstańcy zajęli po walce Bojków i następnie 3 i 4 maja walczyli o opanowanie Sośnicowic. W Gliwicach trwały walki pomiędzy polskimi policjantami APO, którzy zabarykadowali się w koszarach z przeważającymi siłami niemieckimi. W związku z ostrą interwencją władz alianckich władze powstańcze zaniechały planów zdobycia Gliwic, pomimo ściągnięcia już w ten rejon oddziałów katowickich Fojkisa i batalionów pszczyńskich w celu wsparcia miejscowej grupy powstańczej pod dowództwem Mastalerza.

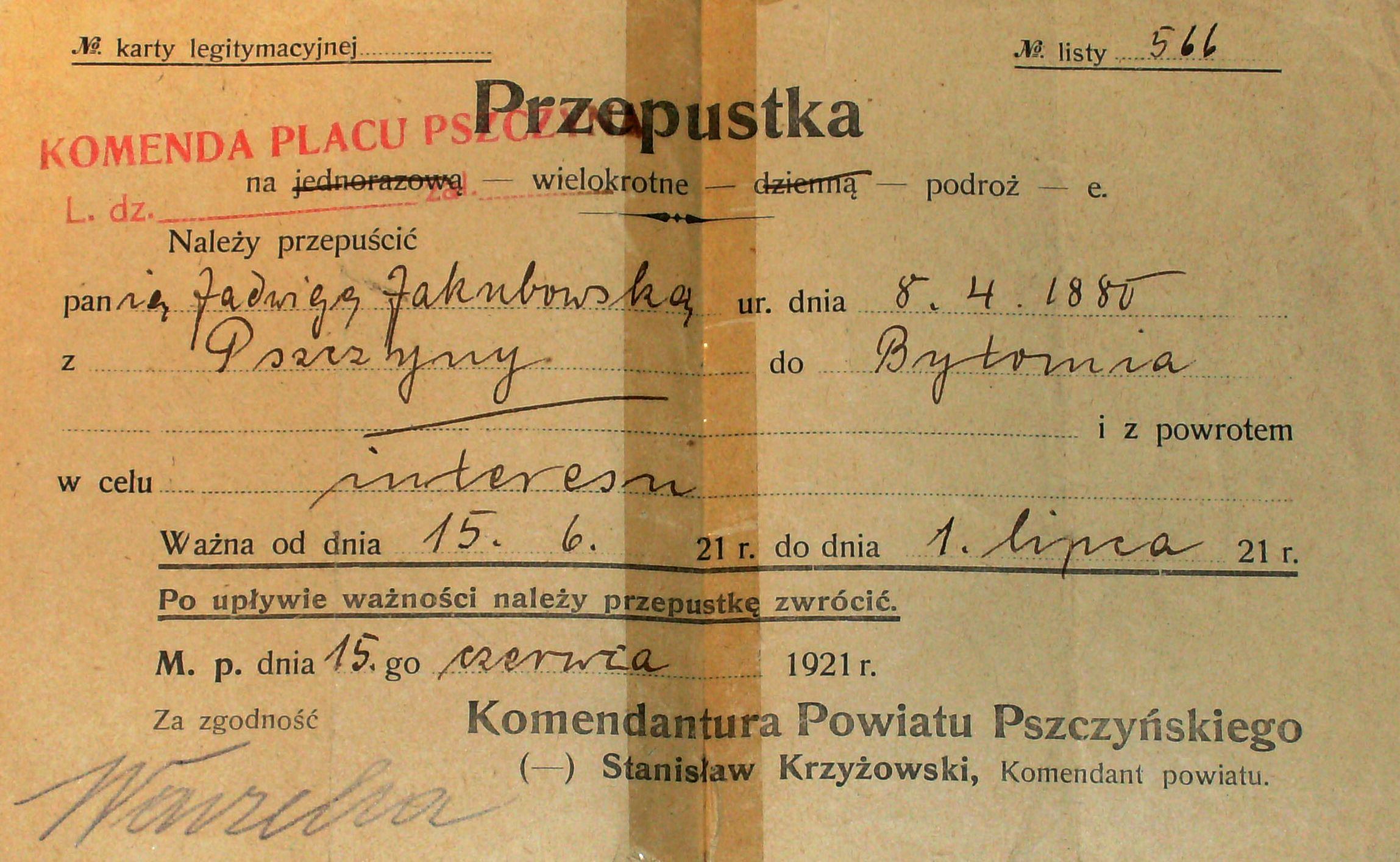
Przepustka z czasów III powstania śląskiego w powiecie pszczyńskim

### Walki w powiecie pszczyńskim

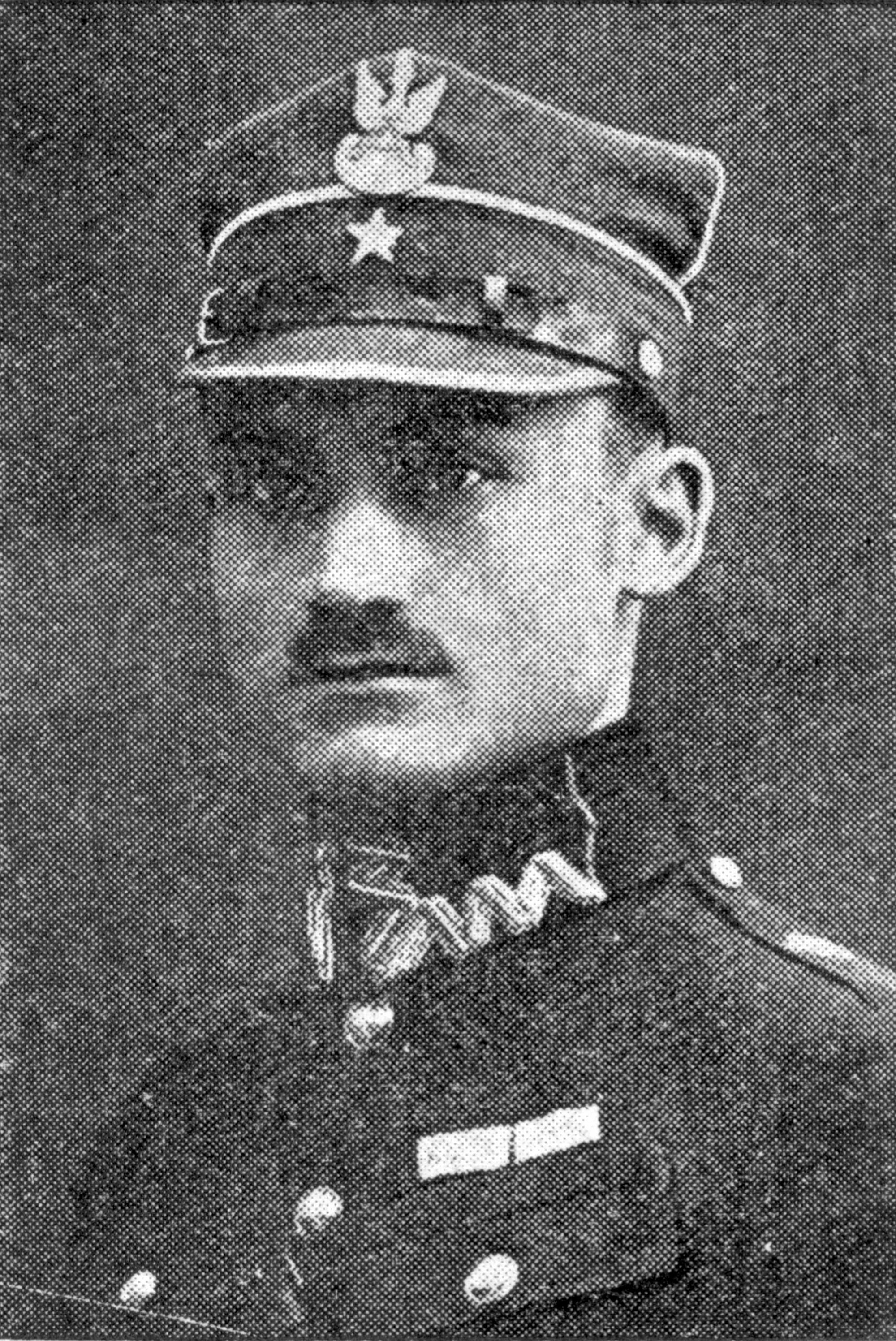
Stanisław Krzyżowski

Bez większych walk powstańcy opanowali w dniu 3 maja cały powiat pszczyński łącznie z Pszczyną, po rozbrojeniu załóg niemieckich w Goczałkowicach i Jarząbkowicach. Aby nie rozdrażniać aliantów, nie atakowano Mikołowa, w którym stacjonował garnizon włoski. Należy nadmienić, że na początku maja pszczyński komendant powiatowy ppor. Stanisław Krzyżowski wystawił trzy silne pułki: lotny, liniowy i rezerwowy, sam obejmując komendę nad tym ostatnim.

### Walki w powiecie rybnickim

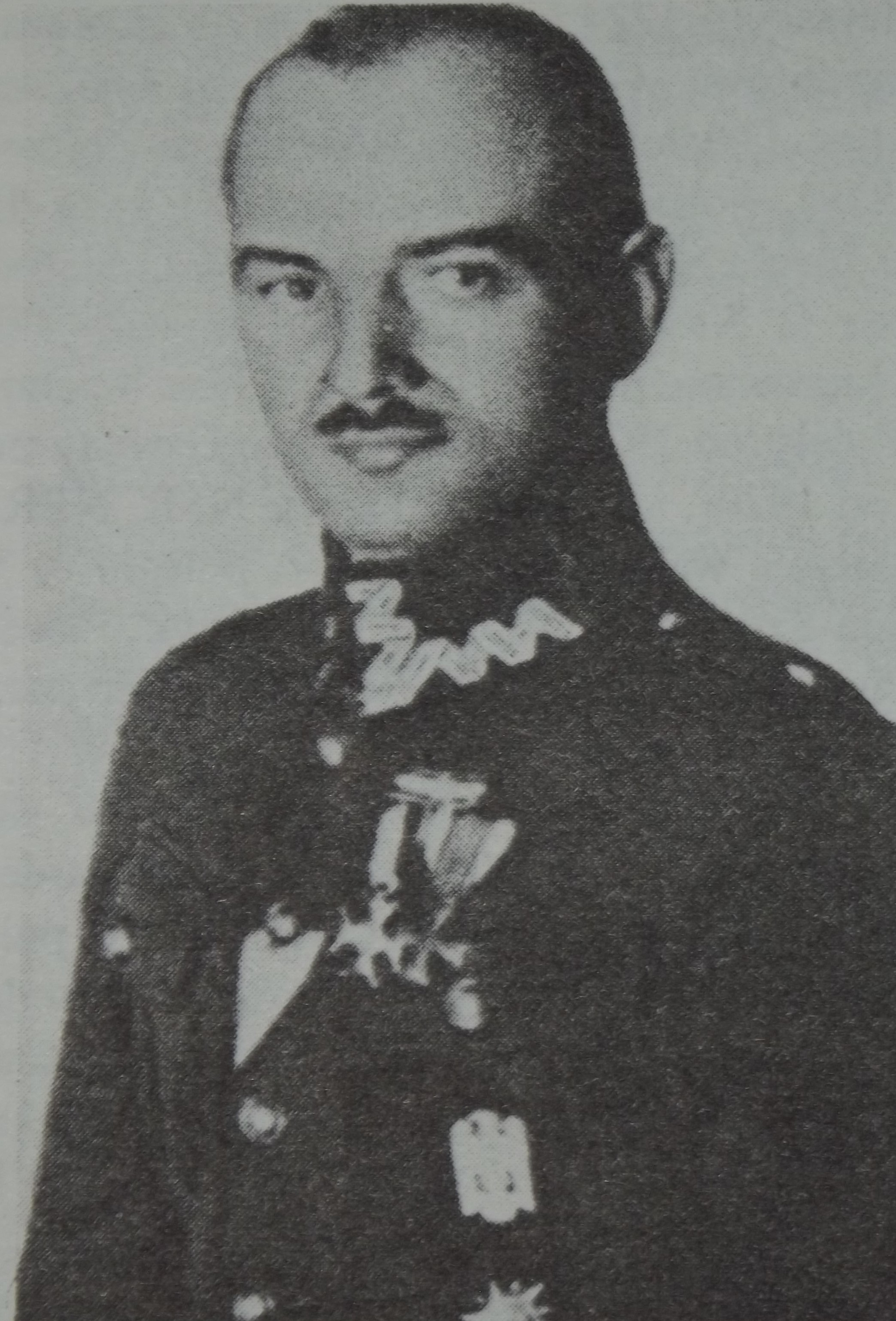
Józef Michalski

W powiatach: pszczyńskim, rybnickim, raciborskim i kozielskim działała grupa operacyjna „Południe”. Najwcześniej, bo już w nocy z 2 na 3 maja, został w pow. rybnickim opanowany Wodzisław Śląski, przez oddział pod dowództwem Józefa Michalskiego, jednakże po nagłym ostrzelaniu bronią maszynową odpoczywających na rynku powstańców zdobywanie miasta przeciągnęło się do 4 maja. Tuż po północy 3 maja miejscowi powstańcy opanowali Żory nacierając z kierunku Woszczyc i Rogoźnej, a następnie szybko przegrupowali się w kierunku Rybnika, który zaatakowano już o 4.00 rano z kierunku Brzezin i Ligoty, wzdłuż toru kolejowego, i z kierunku Nacyny i Zamysłowa przez batalion rybnicki J.Płaczka.
Zdobycie Rybnika utrudniała obecność w mieście żołnierzy Reichswehry, którzy w cywilnych ubraniach zostali przewiezieni w te rejony. Niemcy umocnili się w zakładzie leczniczym w Orzepowicach i w Paruszowcu, gdzie pomiędzy powstańcami śląskimi i Niemcami dochodziło do walk na białą broń. W konsekwencji Paruszowiec zdobyto dopiero po południu. Walki prowadzone były także w Rzuchowie, Biertułtowach, Lyskach, Jastrzębiu, Pilchowicach, Nieborowicach, Zwonowicach, Rudach i Czerwionce. Powstańcy dokonali także wypadu na lewy brzeg Odry na Zabełków, Roszków i zaatakowali Krzyżanowice. Niepowodzeniem w tym rejonie zakończyła się próba zdobycia Ostroga, wschodniego przedmieścia Raciborza i w efekcie zdobycia miasta oraz opanowania prawobrzeżnej Odry od Bierawy po Koźle oraz w rejonie Kędzierzyna.
W pierwszej fazie powstania zginęło około 100 powstańców śląskich, a 400 odniosło rany.
W ciągu kilku następnych dni administrację po Niemcach przejęły Straże Obywatelskie (Przemysłowa, Gminna i Folwarczna), które rozbrajały i internowały niemieckich policjantów (APO). Z kolei na północnych terenach inicjatywę przejęli Niemcy, aresztując policjantów polskich (w Opolu, Kluczborku i Smardach).

### Walki w powiecie tarnogórskim i toszeckim
Powstańcza Grupa „Butrym”, w nocy 3 maja opanowała Tarnowskie Góry, które zdobyto w ciągu 2 godzin (miasto przejęły szybko wojska francuskie) oraz Mikulczyce, które zdobył 3 batalion tarnogórski. Nakło zdobyto po przełamaniu oporu Selbstchutzu oraz odparto niemiecki kontratak. Opanowano także szybko Świerklaniec po przełamaniu słabego oporu niemieckich policjantów z APO. Pyskowice zdobył batalion Depcika i Mastalerza. Toszek zdobył po walce z dużą grupą policjantów z APO powstańczy oddział W. Mięsoka. Gwałtowne walki toczyły się od 4 maja w rejonie miejscowości Gajowice, gdzie walczyły ze sobą w nocy oddziały powstańczej grupy „Butrym” i Selbstschutzu i gdzie po zdobyciu osiedla udało się odeprzeć cztery niemieckie szturmy.

### Walki w powiecie strzeleckim
W powiecie strzeleckim miejscowi powstańcy wchodzili w skład związku taktycznego „Harden” („Bogdan”). Udało im się opanować prawie bez walki Ujazd, Warmątowice, Zawadzkie, Kolonowskie, Fosowskie. Toczyć walki musieli jedynie o Piotrówkę i Krupski Młyn. Znacznie wolniej działania toczyły się w rejonie Strzelec Opolskich, które zaatakowano dopiero po kilku dniach, biorąc przy okazji do niewoli 200 Niemców. W dniu 7 maja grupa Bogdan rozpoczęła natarcie na Gogolin, w którym przejściowo opanowano dworzec kolejowy. Ciężkie walki prowadził batalion prudnicki H. Kabeli i strzelecki J. Faski o Garb Chełmu i Żyrową. Dokonano też wypadów w kierunku Opola (oddziały por. Brandysa), co wzbudziło panikę wśród miejscowych oddziałów Selstschutzu. W tym czasie na południu prowadzona była już bitwa o Kędzierzyn (patrz niżej).

### Walki w powiecie lublinieckim
W powiecie lublinieckim powstanie już 3 maja miało charakter żywiołowy. Działania prowadzili tu miejscowi powstańcy zgrupowani w grupie taktycznej „Linke” składającej się około 1500 powstańców, którzy w kilku grupach otoczyli Lubliniec, do którego zbiegli okoliczni Niemcy. Wobec bezcelowości oporu, władze niemieckie oddały miasto wkrótce w ręce powstańców. Wkrótce opanowano Łagiewniki Małe, zdobyto bronione Pludry i zaatakowano Dobrodzień, broniony przez około 600 żołnierzy Reichswehry i Selstschutzu. Powstańcy zdobyli miasto po kilku szturmach w dniu 6 maja, tracąc przy tym 6 zabitych.

### Walki w powiecie oleskim i kluczborskim
Do Olesna wiadomość o wybuchu powstania dotarła dopiero 3 maja i działania zbrojne miały charakter spontaniczny i na początku były mało zorganizowane. W dniu 5 i 6 maja powstańcy z terenu powiatu oleskiego zajęli Olesno, Łowoszów, Wojciechów i Stare Olesno, a następnie wkroczyli do Puszczy Szumiradzkiej przecinając ważną linię kolejową. Dalsze działania prowadzono w kierunku Kluczborka, Nowego Dworu, Chocianowic i Radonic. W powiecie kluczborskim miejscowe oddziały powstańcze nie odniosły większych sukcesów, poza przejściowym zajęciem 7 maja węzła kolejowego w pobliżu Kluczborka.

### Walki w powiecie prudnickim
Większe walki w powiecie prudnickim działy się poza Prudnikiem, w okolicy Głogówka. Polacy prowadzili tu działania dywersyjne w ramach akcji „Mosty”. O godzinie 2:55 pięcioosobowy zespół powstańczy pod dowództwem pchor. Józefa Sibera podjął próbę wysadzenia mostu kolejowego nad rzeką Osobłogą w Racławicach Śląskich. Ładunek wybuchowy umieszczony przez powstańców eksplodował powodując uszkodzenia, ale konstrukcja nie zawaliła się. O 3:00 wysadzili most nad Osobłogą koło Dzierżysławic. O godzinie 3:07 wysadzono wiadukt kolejowy pod niemieckim pociągiem towarowym jadącym do Prudnika. Po zakończeniu akcji powstańcy skryli się w Pomorzowicach i Klisinie. Część oddziału została aresztowana, ale z braku dowodów wypuszczono ich na wolność. Inni powstańcy z powiatu prudnickiego dołączyli do batalionu prudnickiego 7 Strzeleckiego Pułku Piechoty pod dowództwem H. Kabeli. Walczyli między innymi o Garb Chełmu i Żyrową.

### Stosunki z władzami alianckimi
W ciągu kilku dni po rozpoczęciu powstania, wojska alianckie podjęły akcje przeciwko powstańcom, m.in. rozbrajając ich w Tarnowskich Górach oraz otwierając do nich ogień z czołgów w Bytomiu i Katowicach (w wyniku czego zginęło kilka osób). Do walk z wojskami włoskimi dochodziło też m.in. w rejonie Rybnika, gdzie poległo 19 Włochów, a 94 zostało rannych. W związku z podejmowanymi interwencjami dyplomatycznymi i atakami wojsk alianckich, władze powstańcze zawarły z aliantami porozumienie oddając im kilka miast, które następnie tylko blokowano (cernowano). Pomimo dużego niezadowolenia powstańców, władze powstańcze zgodziły się oddać pod władzę aliantów Bytom, Katowice, Tarnowskie Góry i śródmieście Zabrza. Natomiast alianci wycofali się z Lublińca, Mikołowa, Olesna, Pszczyny, Pyskowic, Rybnika i Strzelec Opolskich, które przejęli powstańcy śląscy.

### Bitwa o Kędzierzyn
Akcja zaczepna została przeprowadzona przez powstańców śląskich w dniach 6–10 maja i miała na celu opanowanie rejonu Kędzierzyna, Bierawy, Kłodnicy i wyparcie Niemców za Odrę. Strona niemiecka dysponowała w tym rejonie około 3500 zdemobilizowanymi żołnierzami Reichswery pod dowództwem kpt. Maya z bronią maszynową, moździerzami i dwoma pociągami pancernymi. Po stronie polskiej do akcji weszły: oddział zabrsko-bytomski kpt. P. Cymsa (głównodowodzący) oraz oddział katowicki ppor. Walentego Fojkisa wzmocniony batalionem kozielskim ppor. H. Krukowskiego z dwoma pociągami pancernymi (Piorun i Wilk/Korfanty) oraz dwoma działami.
6 maja
W dniu 6 maja oddział kpt. Cymsa ruszył z Sośnicowic w kierunku Bierawy i Starego Koźla. Do pierwszego zbrojnego przełamania przez Polaków pozycji niemieckich doszło pod Kotlarnią, a następnie w rejonie Ortowic. Szybko przemieszczająca się wzdłuż szosy grupa kpt. Cymsa dotarła w rejon dworca w Bierawie, który wraz z pobliską osadą po dwóch godzinach walk zdobył batalion kpt. Ziarnka. Z kolei kompania powstańca Talka brawurowo przeprawiła się przez Odrę i zdobyła Szypowice, która utrzymała w ciągłych walkach przez kilka dni. W tym czasie, na prawym skrzydle dwa bataliony Górnoślązaków zajęły po walce Stare Koźle, a następnie Brzeźce, które jednak śmiałym kontratakiem odbili Niemcy. W czasie gdy na południu wyruszyła grupa kpt. Cymsa, nieco na północ oddział katowicki Fojkisa wyruszył z Łabęd szosą przez Rudziniec na Sławięcice.
7 maja
W dniu 7 maja grupa zabrsko-bytomska zaatakowała na północ od Starego Koźla i Brzeźc w celu przebicia się na Kędzierzyn od strony Pogorzelca, zostały jednak powstrzymane przez dwa niemieckie pociągi pancerne i ogień maszynowy. Następnie Niemcy przeszli do kontrataku w rejonie Starego Koźla, w trakcie którego kilkudziesięciu Górnoślązaków zostało zabitych i rannych, a po odwrocie powstańcy zmuszeni byli okopać się koło Bierawy.

### Walki grupy „Bogdan” na północy
W tym czasie znacznie bardziej na północy grupa „Bogdan” zaatakowała z rejonu Piotrówki na Rozmierkę i Grodzisko docierając do wsi Nakło i Krośnica oraz w centrum ze wsi Warmątowice i Jemielnica na Strzelce i Gogolin. Nieco na południe kpt. Krukowski ze Sławęcic zaatakował i zdobył Raszową i Januszkowice wraz ze śluzą na Odrze, a 8 maja zdobył Wielmierzowice oraz próbował zdobyć Zdzieszowice. Batalion Dziewiora opanował Klucz, Popice, Lichynię i po ciężkich walkach Leśnicę. 9 maja udało się zdobyć Zdzieszowice, a potem Rozwadzę i Żyrową. Krwawo też odparto próby uchwycenia przez Niemców przyczółka nad Odrą koło Solowni.
Pomyślne walki na północy pozwoliły na ponowne podjęcie ofensywy na południu.
8 maja
W dniu 8 maja wykrwawione bataliony kpt. Cymsa zostały zluzowane koło Bierawy przez dwa bataliony z Pszczyny pod dowództwem Kurtoka i Szendery, które 9 maja przeszły do ataku.
9 maja
Bataliony Fojkisa zaatakowały na Kędzierzyn wzdłuż Kłodnicy i Kanału Kłodnickiego. Bataliony Cymsa ponownie zaatakowały z rejonu Bierawy wzdłuż torów oraz wzdłuż szosy zalegając jednak pod ogniem z pociągu pancernego. Impas przełamało brawurowe wprowadzenie do walki działka kal. 37 mm por. Jana Surzyckiego (poległego w trakcie tej walki), które zmusiło niemiecki pociąg do odwrotu na północ. Następnie powstańcy ruszyli ławą i opanowali Brzeźce walcząc często z Niemcami bronią białą. W tym czasie batalion bytomski J. Lortza zajął Miejsce Kłodnickie, Cisowę i w rejonie Raszowej skręcił na południe. Idąc przez las uderzył na Kędzierzyn od północy. Kompania 3 pod dowództwem J. Wydry z jego batalionu zajęła dworzec w Kędzierzynie. Szczególnie ciężkie walki przeprowadzały bataliony Fojkisa w Lenartowicach i Nowej Wsi, które zdobyto po wprowadzeniu przez powstańców baterii dział. W końcu do Kędzierzyna nagłym atakiem wdarła się 3 kompania pod dowództwem sierż. Franciszka Kawki z batalionu katowickiego K. Woźniaka.
10 maja
Następnego dnia (10 maja) po południu batalion kpt. Lortza zaatakował Kozielską Przystań, którą zdobył dopiero po kilku godzinach pod wieczór po unieszkodliwieniu karabinu maszynowego na wieży kościoła w Koźlu. W tym czasie batalion K.Woźniaka po walce opanował Kłodnicę.
W trakcie bitwy o Kędzierzyn wyparto Niemców za Odrę, zdobyto ogromne zapasy żywności, tabor kolejowy, 700 karabinów, 20 maszynowych, kilka granatników i granaty. Straty po obu stronach wynosiły około 200 zabitych i rannych.

### Bitwa w rejonie Góry św. Anny
W trakcie powstania największa bitwa odbyła się w dniach 21–26 maja w rejonie Góry Świętej Anny. Rozpoczęła się ona w dniu 21 maja szturmem i zajęciem tego strategicznego wzgórza przez bataliony Freikorpsu „Oberland” z Bawarii. Następnie Niemcy przystąpili do dalszego ataku na powstańczy 8 pułk Rataja. W związku z silnym naporem Niemców, ciężar walk obronnych od 8 pułku Rataja, przejął powstańczy 1 pułk katowicki Fojkisa oraz bataliony strzelecko-toszeckie „Bogdana”. Najcięższe walki toczyły się w rejonie Lichyni, Leśnicy, Klucza, Zalesia, Januszkowic, Krasowej i Łąk Kozielskich. W ramach niemieckich oddziałów Selbstschutz Oberschlesiens (Samoobrony Górnego Śląska), w walkach tych wzięła udział kompania dolnośląskich ochotników z okolic Wałbrzycha, dowodzona przez syna księcia pszczyńskiego Jana Henryka XV – hrabiego Hansa Heinricha XVII Hochberga.

### Bitwa pod Olzą
Drugą najważniejszą bitwą III powstania śląskiego było starcie pod Olzą. Duże znaczenie dla całości powstańczego frontu i sukcesu powstania miała pozycja nad rzekami Olzą i Odrą w pobliżu Wodzisławia Śląskiego i Raciborza. Przerwanie frontu w tym miejscu groziłoby wejściem Niemców na tyły powstańców i klęską całego powstania. Niemiecki atak 23 maja 1921 znad Olzy na Wodzisław Śląski został krwawo odparty przez oddziały grupy „Południe” i ostatecznie zdołano utrzymać pozycje obronne na linii Odry. Oddziałami polskimi dowodził ze sztabu w Wodzisławiu Bronisław Sikorski ps. „Cietrzew”. Ostatecznie walki pod Olzą przerwane zostały w wyniku ogłoszonego zawieszenia broni.

### Zakończenie powstania
Rokowania na temat linii demarkacyjnej, rozdzielającej walczące strony, podjęła Komisja Międzysojusznicza już 5 maja, nakazując 7 maja rozejm i wskazując linię demarkacyjną, na czas rokowań, biegnącą wzdłuż Odry do Kędzierzyna i dalej przez Ujazd, Wielkie Strzelce, Dobrodzień, Bocianowice do granicy polskiej. Podjęta 21 maja niemiecka ofensywa przekreśliła kruchy rozejm, a linia demarkacyjna stała się bezprzedmiotową. Po interwencji Komisji nastąpił ponownie krótki rozejm (27 maja – 4 czerwca). Druga niemiecka ofensywa wywołała zdecydowaną interwencję Komisji i nakazanie wojskom niemieckim powrót na linię, z której została ofensywa podjęta, zaś powstańcom niezajmowanie ponownie opuszczonych punktów. Komisja ustanowiła pas neutralny pomiędzy walczącymi stronami. Wojska powstańcze wycofały się na linię demarkacyjną biegnącą praktycznie wzdłuż dotychczasowego frontu. Opuszczone miejscowości zajęły przybyłe na Górny Śląsk wojska angielskie, natomiast po stronie niemieckiej obsadziły linię wojska francuskie. Zgodnie z żądaniami Komisji obie strony w umowie z 25 czerwca zobowiązały się do wycofania wojsk z terenu plebiscytowego. Wycofywanie trwało do 5 lipca.
Podczas niemieckiej kontrofensywy, wszyscy dowódcy oddziałów frontowych zażądali od Korfantego proklamacji „suwerennego państwa śląskiego”, a jeden z nich Franciszek Merik, wkrótce po zakończeniu walk utworzył Związek Dawniejszych Powstańców na rzecz Górnośląskiej Niepodległości.
W dniu 3 czerwca 1921 zbuntowana przeciwko Korfantemu grupa oficerów grupy „Wschód” ogłosiła kpt. Karola Grzesika głównodowodzącym wojsk powstańczych. Grzesik wysłał do oddziałów powstańczych telegram o treści: „Z dniem dzisiejszym objąłem Naczelne Dowództwo Wojsk Powstańczych... Grzesik-Hauke, Naczelny Wódz”. Korfanty uciekł do wiernych sobie oddziałów, obawiając się o swoje życie. Dzień później śląscy marynarze z oddziału por. mar. Oszka przeprowadzili aresztowania buntowników. W grupie aresztowanych znaleźli się m.in. Karol Grzesik, Michał Grażyński, Wiktor Przedpełski i Mikołaj Witczak.
W dniu 5 lipca 1921 zawarto rozejm. Rząd polski oficjalnie odciął się od odpowiedzialności za powstanie. W dniu 12 sierpnia Rada Najwyższa obradowała w sprawie Górnego Śląska. W wyniku powstania Międzysojusznicza Komisja Rządząca i Plebiscytowa na Górnym Śląsku podjęła 12 października 1921 decyzję o korzystniejszym dla Polski podziale Górnego Śląska. Ostatecznie Komisja Międzysojusznicza zaleciła korzystne dla Polski rozwiązanie w sprawie Górnego Śląska, według którego obszar przyznany Polsce powiększony został do ok. 1/3 spornego terytorium. Polsce przypadło 50% hutnictwa i 76% kopalń węgla. Rada Ambasadorów zaakceptowała tę decyzję 20 października 1921. Miało to ogromne znaczenie dla gospodarczego bytu II Rzeczypospolitej. Cel powstania został w dużej mierze osiągnięty.
W części Górnego Śląska włączonej do Polski 66% mieszkańców deklarowało się jako polskojęzyczni, a 55,8% głosów oddano za Polską.

## Organizacja wojsk powstańczych
Najwyższym polskim organem militarnym na Górnym Śląsku w dniu wybuchu powstania 3 maja 1921 r. była Naczelna Komenda Wojsk Powstańczych. Komendą kierował ppłk hrabia Maciej Mielżyński ps. „Nowina-Doliwa”, a od 6 czerwca 1921 r. ppłk Kazimierz Zenkteller ps. „Warwas”, obydwaj pochodzący z Wielkopolski. Zastępcą naczelnego dowódcy został mjr. Jan Ludyga-Laskowski – b. dowódca 1 Dywizji Wojsk Powstańczych. Szefem sztabu NKWP był mjr. Stanisław Janusz Rostworowski herbu Nałęcz ps. „Lubieniec”, szefem oddziału organizacyjnego – kpt. Alojzy Horak ps. „Nestorowicz”, szefem oddziału operacyjnego – por. hrabia Remigiusz Grocholski ps. „Brochwicz”, szefem oddziału personalnego – por. Alfons Zgrzebniok ps. „Rakoczy”.
Głównymi doradcami wojskowymi dyktatora powstania, Wojciecha Korfantego, byli wysłannicy polskiego Ministerstwa Spraw Wojskowych, w tym mjr. Roman Abraham ps. „Roman Wydera”, por. Wojciech Stpiczyński, oraz odpowiedzialny za wywiad wojskowy na Górny Śląsk – por. Jan Kowalewski.
Front i wojska powstańcze zostały podzielone na trzy grupy (cztery grupy od 10 czerwca 1921 r.):
- Grupa „Wschód” – liczyła 15 929 żołnierzy (stan na 6 VI 1921 r.). Sztab mieścił się w Bielszowicach. W skład grupy wchodziły:
  - sztab grupy:
    - dowódca kpt. Karol Grzesik ps. „Hauke”
    - zastępca d-cy inż. Wiktor Przedpełski ps. „Kwaśniewski”
    - szef sztabu por. Michał Grażyński ps. „Borelowski”,
    - z-ca szefa sztabu ppor. Mieczysław Chmielewski ps. „Grzymała”
    - szef inżynierii i saperów kpt. Władysław Spałek

  - 1 pułk piechoty (katowicki) – dowódca por. Walenty Fojkis ps. „Stawski”
  - 2 pp (zabrski) – dowódca kpt. Paweł Cyms
  - 3 pp (katowicki) – dowódca por. Rudolf Niemczyk
  - 4 pp (królewskohucki) – dowódca ppor. Karol Gajdzik
  - 5 pp (bytomski) – dowódca Czesław Paul
  - 6 pp (zabrski) – dowódca Fryderyk Szendzielorz
  - 7 pp (gliwicki) – dowódca por. Stanisław Mastalerz
  - 8 pp (pszczyński) – dowódca kpt. Franciszek Rataj
  - Samodzielny Oddział Szturmowy – dowódca por. marynarki Robert Oszek
  - Grupa Oblężnicza – dowódca Ryś, później 16 pp – dowódca Mieczysław Fularski
  - sześć baterii artylerii
  - cztery bataliony zapasowe (Bóbrka, Zabrze, Orzegów, Janów)
  - pociągi pancerne („Lew”, „Korfanty” i in.)
  - dwa szpitale polowe (Miasteczko, Łabędy)
- Grupa „Południe” – liczyła 10 169 powstańców. Sztab mieścił się w Wodzisławiu Śląskim. W jej skład weszli mieszkańcy ówczesnych powiatów pszczyńskiego, rybnickiego i raciborskiego. W skład grupy wchodziły:
  - sztab grupy:
    - dowódca ppłk Bronisław Sikorski ps. „Cietrzew”
    - zastępca d-cy Mikołaj Witczak
    - szef sztabu por. Roman Grześkowiak ps. „Brunhorst”

  - 1 pp (rybnicki) – dowódca kpt. Janusz Wężyk
  - 2 pp (żorski) – dowódca por. Antoni Haberka
  - 3 pp (wodzisławski) – dowódca Józef Michalski
  - 4 pp (raciborski) – dowódca Alojzy Seget
  - grupa dziergowicka – dowódca ks. kpt. Jan Brandys
  - grupa – dowódca kpt. Włodzimierz Zieliński
  - szwadron kawalerii
  - dwie baterie artylerii
  - pociągi pancerne („Pieron”, „Ślązak”)
  - trzy szpitale polowe (Rydułtowy, Jastrzębie Dolne, Żory)
  - areszt (Wodzisław Śląski)
- Grupa „Północ” – liczyła 9544 powstańców. Kwatera sztabu mieściła się w Tworogu. Grupa dzieliła się na trzy podgrupy, a w jej skład wchodziły:
  - Sztab grupy:
    - dowódca kpt. Alojzy Nowak ps. „Neugebauer”
    - zastępca d-cy i szef sztabu kpt. Jan Wyglenda ps. „Traugutt”

  - 7 pp (strzelecki) (8 batalionów) – dowódca kpt. Krzysztof Konwerski ps. „Harden”, następnie kpt. Teodor Kulik ps. „Bogdan” – powstańcy z pow. strzeleckiego, toszeckiego, kozielskiego, prudnickiego
  - 8 pp (tarnogórski) (5 batalionów) – dowódca mjr. Feliks Ankerstein ps. „Butrym” – powstańcy z pow. tarnogórskiego, lublinieckiego i oleskiego
  - 9 pp (lubliniecko-opolski) (początkowo 3 bataliony, później 5 batalionów) – dowódca kpt. Wincenty Mendoszewski ps. „Linke” – powstańcy z pow. opolskiego, lublinieckiego oraz kilkuset ochotników z Wielkopolski i znad Prosny.
  - szwadron kawalerii – dowódca por. Józef Jeziorski
  - dywizjon artylerii
  - pociągi pancerne („Nowak”, „Zygmunt Powstaniec”, „Tadek Ślązak”, „Piast” i in.)
  - trzy szpitale polowe (Lubliniec, Koszęcin, Toszek)
- Grupa „Środek” – utworzona po wydzieleniu 1 Dywizji Wojsk Powstańczych (3pp, 4 pp, 7 pp) z Grupy „Wschód”. Liczyła 6734 powstańców. Skład grupy:
  - Sztab grupy
    - dowódca mjr. Zygmunt Krzewiński ps. „Kwak”, później kpt. Maksymilian Żyła,
    - szef sztabu kpt. Jan Keller

  - 3 pp – dowódca por. Rudolf Niemczyk
  - 4 pp (dawny 7 pp) – dowódca por. Stanisław Mastalerz
  - 10 pp (dawny 4 pp) – dowódca ppor. Karol Gajdzik
  - grupa kpt. Potyki
  - pociągi pancerne („Górnik”, „Bajończyk”)

Odwód Naczelnej Komendy Wojsk Powstańczych stanowiły m.in.:
- Grupa Destrukcyjna Wawelberga – dowódca kpt. Tadeusz Puszczyński ps. „Wawelberg”
  - Podgrupa destrukcyjna „Wschód” – dowódca por. Dobiesław Damięcki ps. „Damian”
  - Podgrupa destrukcyjna „Północ” – dowódca ppor. Lucjan Miładowski
  - Podgrupa destrukcyjna „Południe” – dowódca por. Stanisław Baczyński ps. „Wagner”,
  - rezerwa – dowódca por. Witold Strzelczyk-Łukasiński ps. „Szaleniec”
- Podgrupa Woźniaka
- dwie brygady żandarmerii – szef żandarmerii kpt. Maksymilian Żyła. W czerwcu 1921 r. doszło do reorganizacji oddziałów Żandarmerii Wojsk Powstańczych i utworzenia trzech brygad przy dowództwach grup powstańczych.
- Dowództwo żandarmerii: dowódca mjr Augustyn Bańczyk, zastępcą dowódcy por. Teodor Lelek, adiutant Starzyk.
  - Brygada I - dowódca kpt. Maksymilian Żyła front Grupy „Południe”
  - Brygada II – dowódca kpt. Adam Kocur front Grupy „Wschód”.
  - Brygada III – dowódca kpt. Wilhelm Blacha front Grupy „ Północ”[40]

## Struktura wojsk niemieckich
W pierwszych dniach powstania pobite oddziały Organizacji Bojowej Górnego Śląska (Kampforganisation Oberschlesiens, KOOS) zamknęły się w kilku miastach (Gliwice, Katowice, Bytom, Tarnowskie Góry) albo wycofały się za Odrę. Z resztek KOOS oraz ocalałych oddziałów Policji Plebiscytowej (Abstimmungspolizei, Apo), utworzono Samoobronę Górnego Śląska (Selbstschutz Oberschlesien, SSOS). Dowództwo objął przybyły z Wrocławia płk. Friedrich Wilhelm von Schwartzkoppen.
Front i wojska SSOS zostały 8 maja 1921 r. podzielone na trzy związki operacyjne:
- Gruppe Nord (dowódca ppłk. Grützner)
- Gruppe Mitte (dowódca płk. von Holleben)
- Gruppe Süd (dowódca gen. von Hülsen)

20 maja 1921 r. dowództwo SSOS objął gen. Karl Hoefer, który miał do dyspozycji sztab generalny kierowany przez mjr. Jacobsona oraz Centralę (Zentrale) dowodzoną przez płk. Beckera, a ulokowaną we Wrocławiu (Breslau). Kwatera gen. Hoefera mieściła się w Głogówku (Oberglogau). W bezpośredniej dyspozycji głównodowodzącego znajdowały się tzw. formacje specjalne (Sonderformationen), na ogół pochodne rozmaitych korpusów ochotniczych: oddziały barona Bolka von Richthofena, Semdorfa, Winklera, Kagelmanna, Schlackego, Handy’ego, Brunnera, von Hülsena, Lenczyka, Möllmanna, Wilda, Behrendta i kompania sanitarna Freikorps „Oberland”.
Generał Hoefer zreorganizował niemieckie siły 24 maja 1921 r., likwidując „Gruppe Mitte”. Wojska SSOS zostały podzielone na dwie grupy operacyjne:
- Gruppe Nord (dowódca ppłk. Grützner, szef sztabu rtm. Hoferdt)
  - odcinek „Turau” (dowódca płk. Schuster)
    - oddziały Petera, Künzela i Hoffmana (wcześniej hrabiego von Schweinitza)

  - odcinek „Carlsruhe” (dowódca ppłk. Nollau)
    - oddziały „Hindenburg” von Waldowa, „Lublinitz” Gentza, oddział Wolffa

  - odcinek „Kreuzburg” (dowódca ppłk. Muther, później por. Rossbach)
    - oddziały Eberharda, barona von Loëna oraz Nowaka

  - odcinek „Landesgrenze” (dowódca kpt. von Jordan)
    - oddziały „Pietschen” Schneidera, „Guttentag” Schneppera, oddział Nessela

  - oddziały lokalnej samoobrony (Einwohnerwehrformationen Ortswehr)
  - formacje specjalne: oddziały Noldaua, Schmidta, Hessego, Wolffa, Schirmera, Weidemanna, Christensena oraz Hübnera.
- Gruppe Süd (dowódca gen. Bernhard von Hülsen, szef sztabu mjr. von Wiedner, później mjr. von Hauenschild)
  - odcinek „Oderfronf” (dowódca płk. von Notz, szef sztabu kpt. Edelbüttel)
    - pododcinek mjr. Martina z oddziałami barona von Reibnitz, Müllera (później Reissa) oraz Maya
    - pododcinek płk. Grünera z oddziałami Wernera (później Kujatha), oddziałem „Keith” Koscha (później Imiolczyka) oraz von der Deckena, samodzielny oddział von Hautchamoisa

  - odcinek „Brückenkopf Krappitz” (dowódca płk. hrabia Franz von Magnis, szef sztabu kpt. Frenkel)
    - pododcinek mjr. Ernsta Horadama (dowódca „Freikorps Oberland”), faktycznie dowodzony przez szefa sztabu kpt. Josefa „Beppo” Römera wraz z oddziałami kpt. Ludwiga von Finsterlina, kpt. Sieringhausa, kpt. Ludwiga Östreichera
    - pododcinek mjr. von Holza (później kpt. Horsta von der Planitza) z oddziałami Ruppa, batalionem szturmowym „Sturmbataillon Heinz” chor. Heinza Guido Hauensteina, kompanią szturmową „Sturmkompanie von Eicken” studentów wrocławskich von Eickena oraz batalionem „Gogolin” por. von Frobela (później rtm. hrabiego Edwina von Rothkircha)
    - pododcinek Maschke von Witowskiego z korpusami ochotniczymi „Freikorps Heydebreck” Petera von Heydebrecka i „Freikorps Schwarze Schar” por. Bergerhoffa oraz oddziałem Hassfurtera

  - odcinek 3. (dowódca ppłk. Bracht, później płk. von Jarotzky, szef sztabu kpt. baron von Gregory, później kpt. Dietze)
    - pododcinek von Gilgenheimba z oddziałami „Marienburg” Lenscha, „Gleiwitz” Butha oraz oddziałem von Watzdorfa
    - pododcinek Irmera (później Günthera) z oddziałami Wendorfa, von Garniera oraz hrabiego von Bethusy-Huca i samodzielnym oddziałem „Losslau” von Eberhardta[41].

Spośród oddziałów ochotniczych szczególnie zaznaczyły się:
- bawarski Freikorps „Oberland” (mjr. Ernst Horadam)
- saski Freikorps „Haßfurther” (Heinrich Bennecke)
- bałtycko-pruski Freikorps „Roßbach” (por. Gerhard Roßbach)
- III Marine-Brigade” (kmdr. ppor. Wilfried von Loewenfeld z Berlina)
- Freikorps „Schwarze Schar” (por. Karl Bergerhoff)
- Freikorps „Heydebreck” (Peter von Heydebreck)
- bawarska Organisation Escherich („Orgesch”) (Georg Escherich)

oraz oddziały sformowane przez śląskich arystokratów:
- Freikorps „von Aulock” (por. Hubertus von Aulock), strzegący siedziby księcia pszczyńskiego Jana Henryka XV von Hochberga
- oddziały, którymi dowodzili: Jan Henryk XVII Hochberg, Bolko von Richthofen, Anton Franz von Magnis, Hyazinth Graf Strachwitz, Carl Friedrich von Pückler-Burghauss(inne języki), Edwin von Rothkirch und Trach(inne języki), Hans von Praschma, oraz Helmuth von Pannwitz.

## Oddziały wojsk sprzymierzonych
Naczelne Dowództwo Wojsk Sprzymierzonych na Górnym Śląsku (NDWSnGŚ) wraz z podległymi oddziałami wojskowymi przebywało na terenie plebiscytowym 29 miesięcy, od lutego 1920 r. do lipca 1922 r. NDWSnGŚ współdziałało z Międzysojuszniczą Komisją Rządzącą i Plebiscytową na Górnym Śląsku (MKRiPnGŚ), której przewodniczącym był Francuz gen. Henri Le Rond. Włochy reprezentował w Komisji gen. Alberto De Marinis Stendardo di Ricigliano, a Wielką Brytanię płk. Sir Harold Franz Passawer Percival (do 4 czerwca 1921 r., później sir Harold Stuart).
Na czele NDWSnGŚ stał francuski gen. Jules Gratier, a od 23 sierpnia 1921 r. gen. Stanisław Naulin, rezydujący w Opolu.
- Oddziały francuskie (dowódca gen. Paul Sauvage markiz de Brantes, rezydujący w Gliwicach)
  - 46. Dywizja Strzelców Alpejskich („46. Division Chasseurs Alpins”) – siedem batalionów
    - 92. Brygada Strzelców (7. baon, 13. baon, 27. baon)
    - 6. baon, 18. baon, 24. baon, 29. baon

  - 22. Batalion Strzelców Alpejskich („22. Bataillon Chasseurs Alpins”)
  - dwa pułki artylerii polowej
    - 218. Pułk Artylerii
    - 418. Pułk Artylerii

  - 12. Pułk Huzarów („12e Régiment de Hussards”)
  - cztery kompanie saperów
  - grupa pancerna (26 lekkich czołgów i 18 wozów pancernych)
  - jednostki pomocnicze (łączności, inżynieryjne, sanitarne i in.)
- Oddziały włoskie (d-ca płk Filippo Salvioni, rezydujący w Koźlu)
  - 135. Pułk Strzelców Alpejskich
    - 1. Batalion Strzelców
    - 2. Batalion Strzelców
    - 3. Batalion Strzelców
    - 4. Batalion Strzelców

  - pułk artylerii zmotoryzowanej
    - 3. Dywizjon Artylerii
    - 9. Dywizjon Artylerii
- Oddziały brytyjskie (d-ca gen. Sir William Charles Giffard Heneker, rezydujący w Strzelcach Wielkich)
  - 1. Brygada Śląska (d-ca płk sir Arthur Grenfell Wauchope)
    - szkocki 2. Batalion „The Black Watch”
    - angielski 1. Batalion pułku lekkiej piechoty „The Durham Light Infantry”
    - irlandzki 2. Batalion „The Leinster Regiment (Royal Canadians)”

  - 2. Brygada Śląska (d-ca płk. Kennedy)
    - irlandzki 1. Batalion „The Royal Irish Fusiliers”
    - irlandzki 2. Batalion „The Connaught Rangers”
    - angielski 3. Batalion „The Middlesex Regiment”

  - szwadron kawalerii „The 14th King’s Hussars”
  - dwa bataliony fizylierów
    - irlandzki 2. Batalion „The Royal Munster Fusiliers”
    - irlandzki 2. Batalion „The Royal Inniskilling Fusiliers”[42].

Siły alianckie osiągnęły pod względem liczebności punkt szczytowy – ok. 22 tys. żołnierzy, już po powstaniu na Górnym Śląsku, we wrześniu 1921 r.

## Uzbrojenie

### Polskiepociągi pancerne
| Stan w czerwcu 1921: - 1 dywizjon - nr 1 Korfanty - nr 2 Nowina-Doliwa - 2 dywizjon - nr 3 Piorun - nr 4 Naprzód - 3 dywizjon - nr 5 Powstaniec - nr 6 Ślązak - 4 dywizjon - nr 7 Bajończyk - nr 8 Górnik - 5 dywizjon - nr 9 Lubieniec - nr 10 Ludyga - 6 dywizjon - nr 12 Pantera - nr 13 Nowak (Nowak II) - 7 dywizjon - nr 14 Zygmunt Powstaniec - nr 15 Tadek Ślązak - 8 dywizjon - nr 11 Lew - nr 16 Testart (Piast) | Pozostałe pociągi pancerne: - Kabicz – wąskotorowy - Ułan W tym budowane w hucie w Zawadzkiem i warsztatach w Krupskim Młynie: - Nowak (Nowak II) - Zygmunt Powstaniec - Tadek Ślązak - Testart (Piast) |  |

### Samochody pancerne

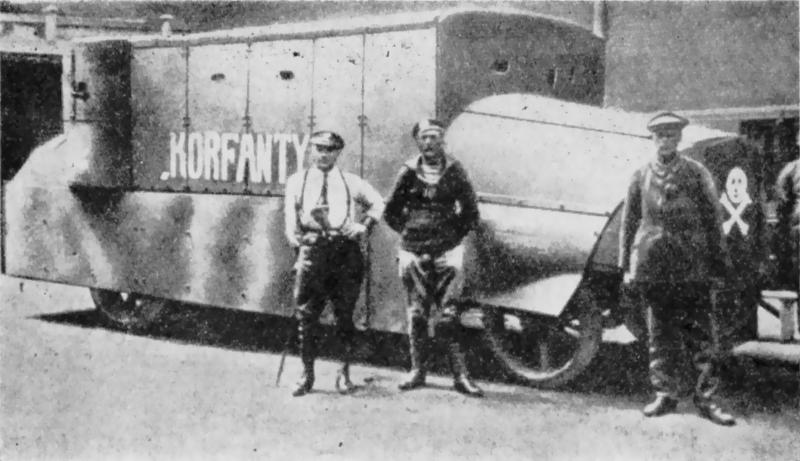
Powstańczy samochód pancerny Korfanty

- 1 dyon (por. mar. Robert Oszek)
  - Korfanty
  - Doliwa
  - Ślązak
- 2 dyon (bosman Karol Walerus)
  - Woźniak-Walerus
  - Górny Śląsk-Alzacja
  - Powstaniec

## Włączenie wschodniej części Górnego Śląska do Polski

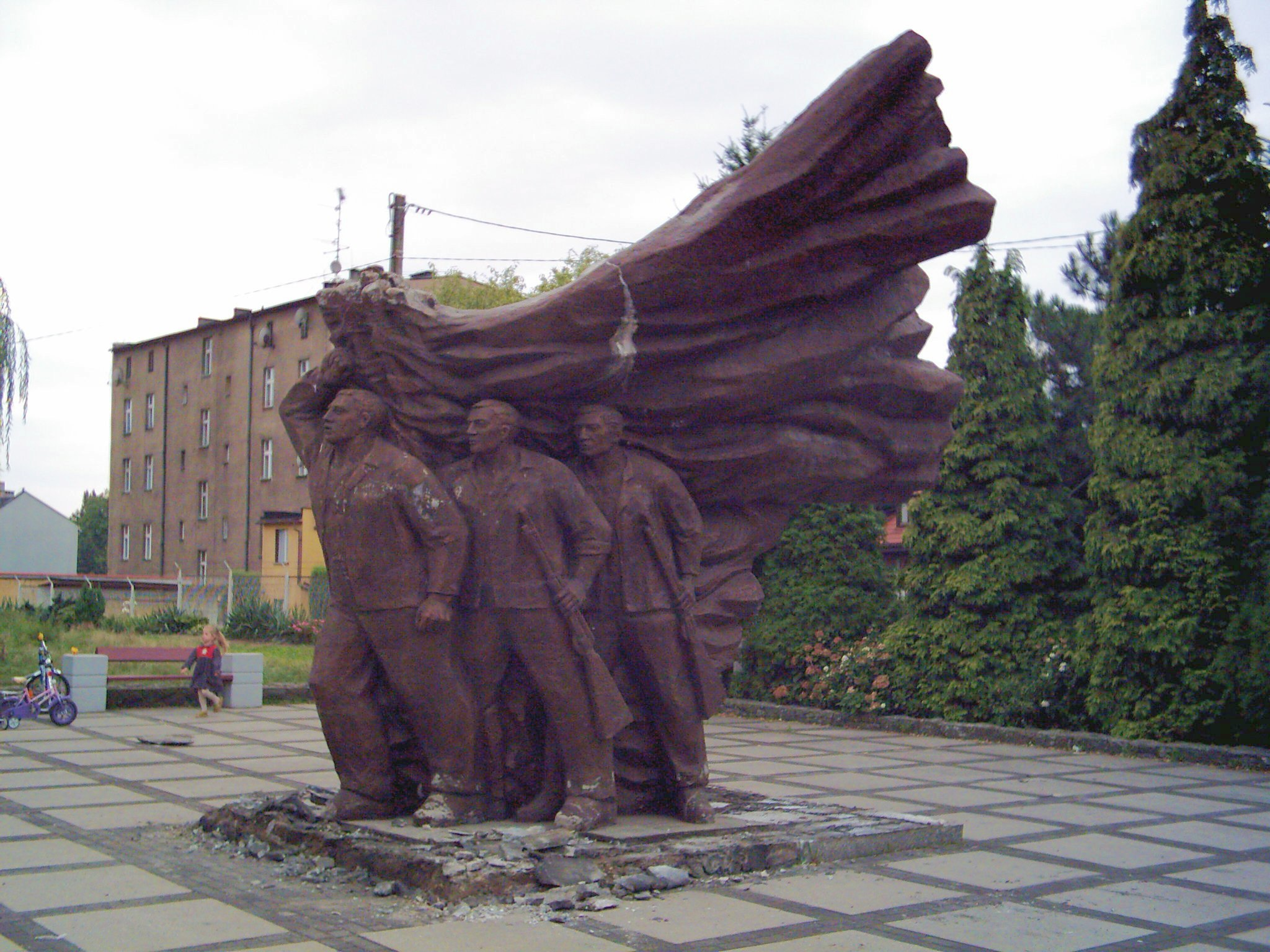
Pomnik w Wodzisławiu Śląskim w hołdzie powstańcom poległym w bitwie pod Olzą

Po decyzji Konferencji Ambasadorów w Paryżu z 20 października 1921 roku o podziale Górnego Śląska,
20 czerwca 1922 r. wojska polskie (gen. broni Stanisław Szeptycki, Inspektor Armii nr IV w Krakowie oraz gen. bryg. Kazimierz Horoszkiewicz, d-ca 23 Górnośląskiej Dywizji Piechoty) przekroczyły granicę koło Szopienic i wkroczyły na wschodni Górny Śląsk. Na dawnej granicy na moście w Szopienicach na wojsko czekała już delegacja nowych władz. Po uroczystym powitaniu i symbolicznym zerwaniu okowów niewoli, wyznaczone pododdziały pomaszerowały drogą przez Szopienice, Burowiec i Zawodzie do Katowic. Witały ich nie tylko tłumy mieszkańców, ale i kilkadziesiąt bram triumfalnych. W Katowicach na czele witających stali poseł Wojciech Korfanty, nowo mianowany wojewoda śląski Józef Rymer, konsul generalny RP w Opolu hrabia Daniel Kęszycki, starosta katowicki Jan Mildner, prezydent Katowic Alfons Górnik i przewodniczący rady miejskiej Max Reichel. Duchowieństwo katolickie reprezentował ks. prałat Jan Kapica.
Władze polskie objęły powiat katowicki. Zajmowanie przypadłych Polsce terenów trwało do 4 lipca. Komisja Międzysojusznicza oficjalnie przekazała władzę zarządzającą Górnym Śląskiem w dniu 14 lipca 1922 roku. Następnego dnia przebieg nowej granicy polsko-niemieckiej nabrał mocy prawnej. 16 lipca podpisano w Katowicach dokument upamiętniający przejęcie wschodniej części Górnego Śląska przez Rzeczpospolitą Polską.
Sprawy ekonomiczne i wzajemnej ochrony praw mniejszości regulowała konwencja genewska o Górnym Śląsku podpisana 15 maja 1922, z okresem obowiązującym piętnastu lat.